# Arte del Medio Regno egizio
L'arte egizia del Medio Regno si sviluppa tra il 2055 e il 1790 a.C., durante l'XI e la XII dinastia.

## Architettura

### Architettura funeraria
I primi faraoni del Medio Regno pongono la necropoli reale presso la zona di Tebe, all'ombra della Cima che nel Nuovo Regno dominerà sulle tombe regali della Valle dei Re, in tombe scavate nella roccia mentre il sovrano Mentuhotep II realizza la sua sepoltura a Deir el-Bahari.

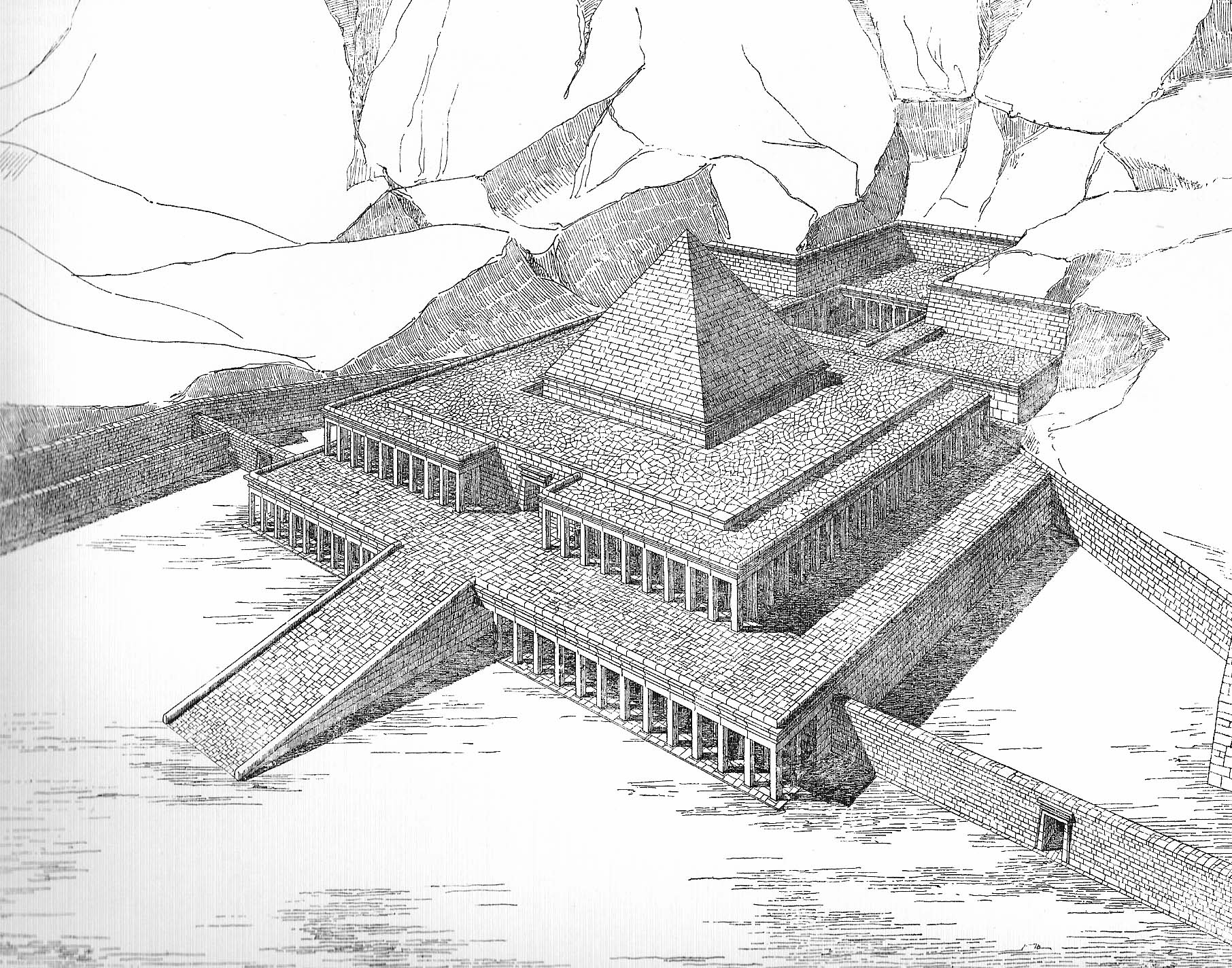
Ricostruzione ipotetica del tempio funerario di Montuhotep II a Deir el-Bahari

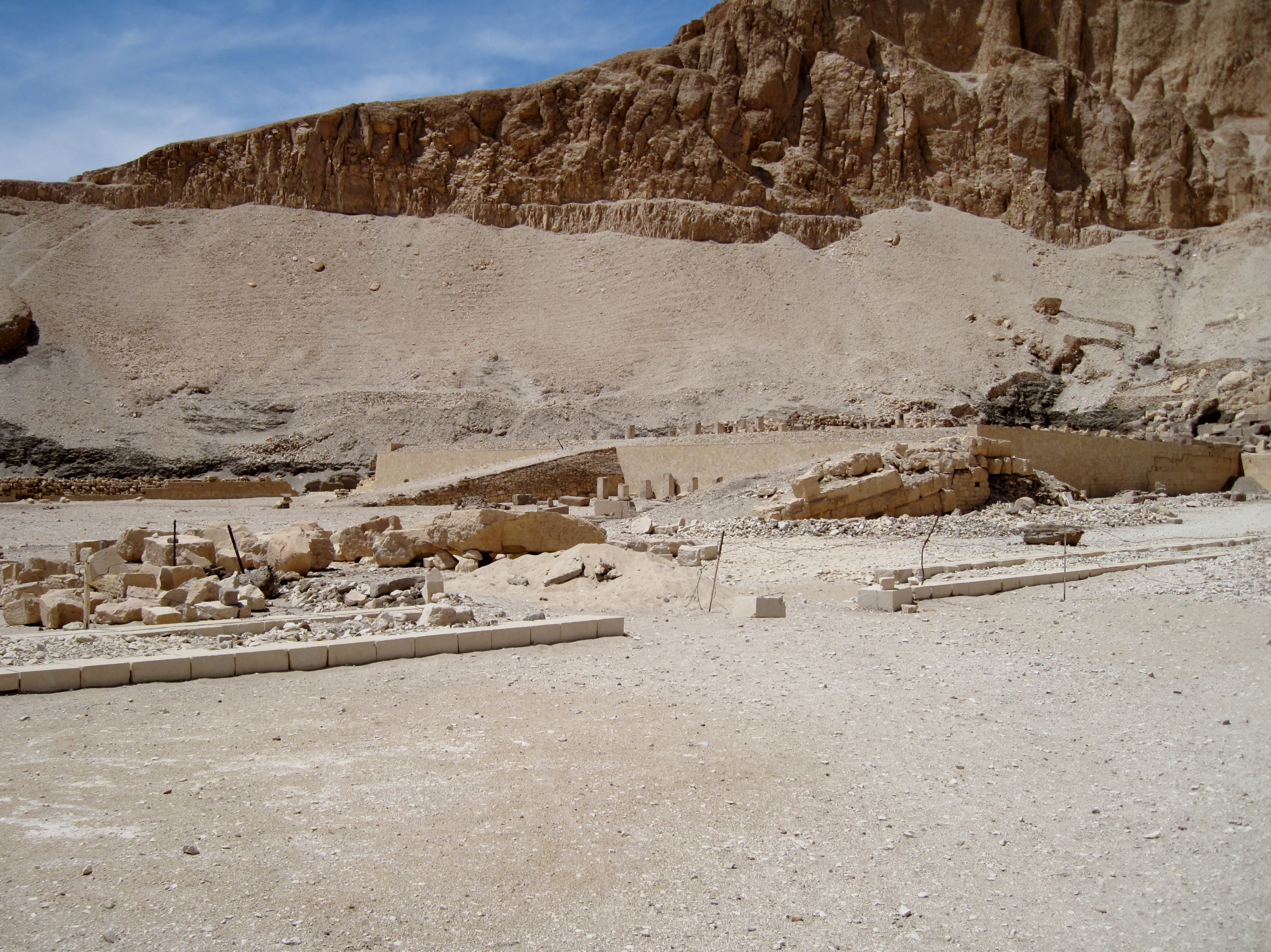
Tempio funerario di Montuhotep II a Deir el-Bahari

Il complesso funerario di Mentohotep II, molto rovinato e con scarsi reperti, è composto da un tempio per l'accoglienza del sarcofago reale, una rampa processionale in salita e un tempio funerario. La struttura ricalca in parte la conformazione dei templi funerari dell'Antico Regno, ad eccezione della disposizione della camera sepolcrale, che non è posta all'interno di una piramide, ma fa parte del complesso stesso.
Il tempio per l'accoglienza, detto Tempio a valle, non ancora scavato, terminava con una rampa scoperta, lastricata di mattoni, che saliva per circa 950 m, presentando ogni 9 m una statua del sovrano su entrambi i lati (testimoniate dal ritrovamento di numerosi frammenti). Terminata la salita si giungeva ad una vasta corte terminante in due doppi portici con più di 20 pilastri squadrati, sostenenti la terrazza sovrastante. A questa piattaforma si accedeva, dalla corte sottostante , tramite una rampa affiancata da piante di tamarindi e sicomori, posti a protezione di statue del faraone assiso e indossante le vesti della festa Sed.
Questa terrazza ospitava il tempio funerario, forse una piccola piramide o una mastaba, circondato da una sala colonnata. Dietro la costruzione si apriva una piccola corte aperta, una stanza ipostila, un tempio e la tomba del sovrano.
La vera sepoltura del faraone, posta ad ovest del complesso, è scavata nella roccia viva a 45 m di profondità e vi si accede dopo un corridoio lungo 150 m.
I successori di Mentuhotep II, lasciano il sito di Tebe e tornano alle tradizionali strutture funerarie dell'Antico Regno: le piramidi. Amenemhat I (1994-1964 a.C.) e Sesostri I (1964-1919 a.C.), erigono i loro complessi piramidali a el-Lisht. La piramide di Amenemhat I e la piramide di Sesostri I sono circondate da un primo recinto, dietro il quale è collocata la corte del tempio funerario. Una seconda recinzione circonda la parte privata del complesso funebre, luogo dove sono state rinvenute alcune barche sacre in legno (come quelle nel complesso di Cheope) e statue dei sovrani.
Amenemhat II (1919-1885 a.C.) realizza la sua piramide, purtroppo molto rovinata, a Dahshur; Sesostri II (1885-1897 a.C.) erige il suo sepolcro, a el-Lahun; il faraone Sesostri III (1879-1846 a.C.) si sposta a Dahshur e Amenemhat III (1846-1801 a.C.) erige il suo sepolcro ad Hawara (presso il Fayyum). Questo edificio, 100 m di larghezza, è costituito da un labirinto di corridoi, denominato Labirinto di Meride, e contiene un sarcofago monolitico di granito. Il suo tempio funerario, che si trova sul lato sud, racchiuso in un recinto murario, in origine si presentava porticato su due piani.

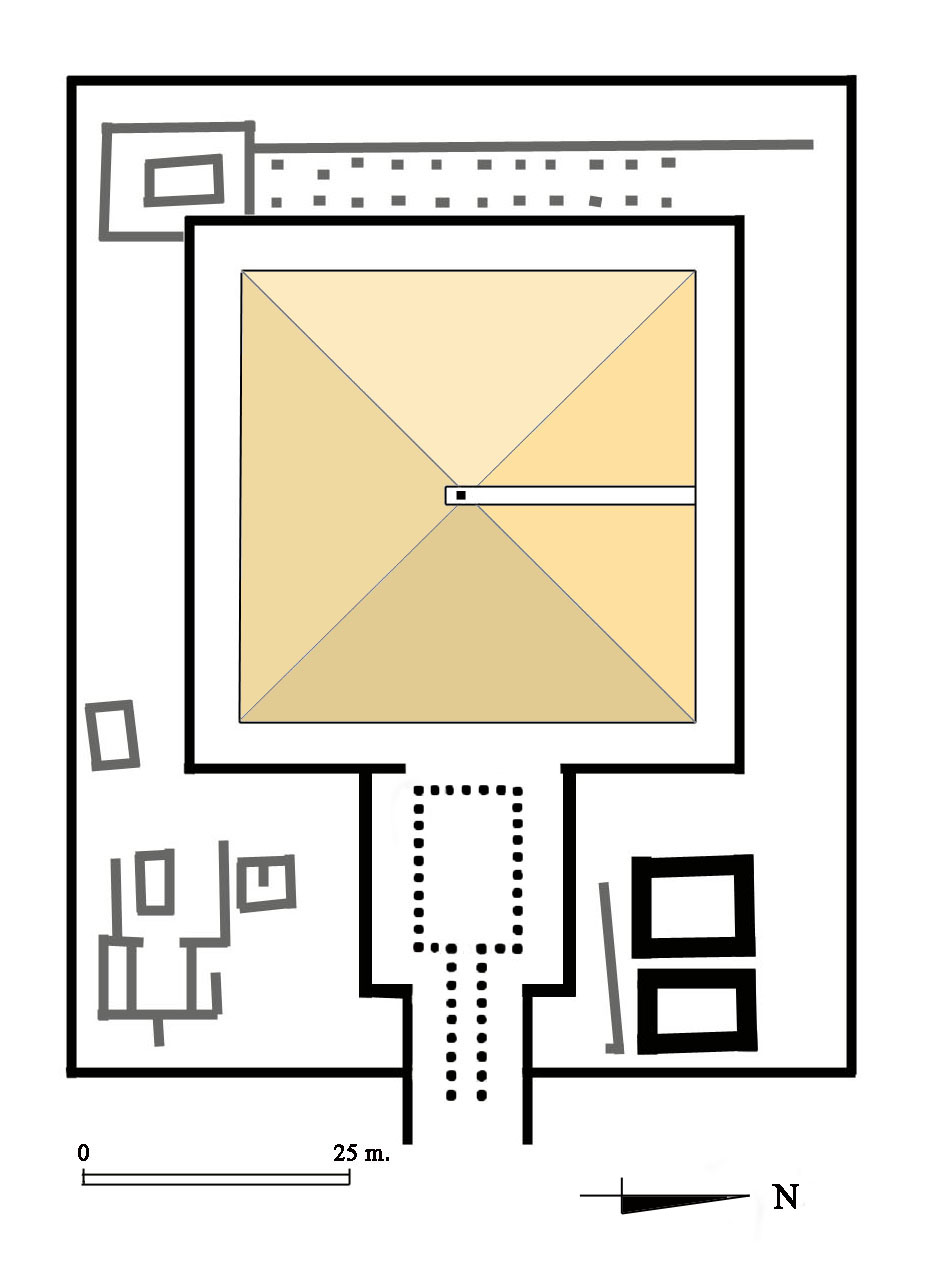
Pianta della sepoltura di Amenemhat I
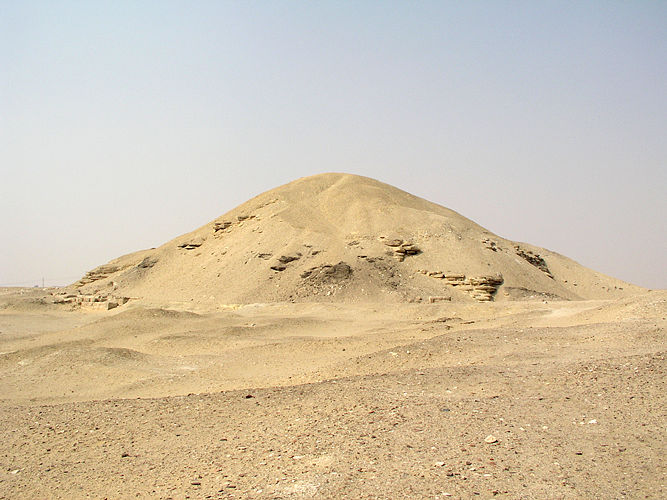
Piramide di Amenemhat I
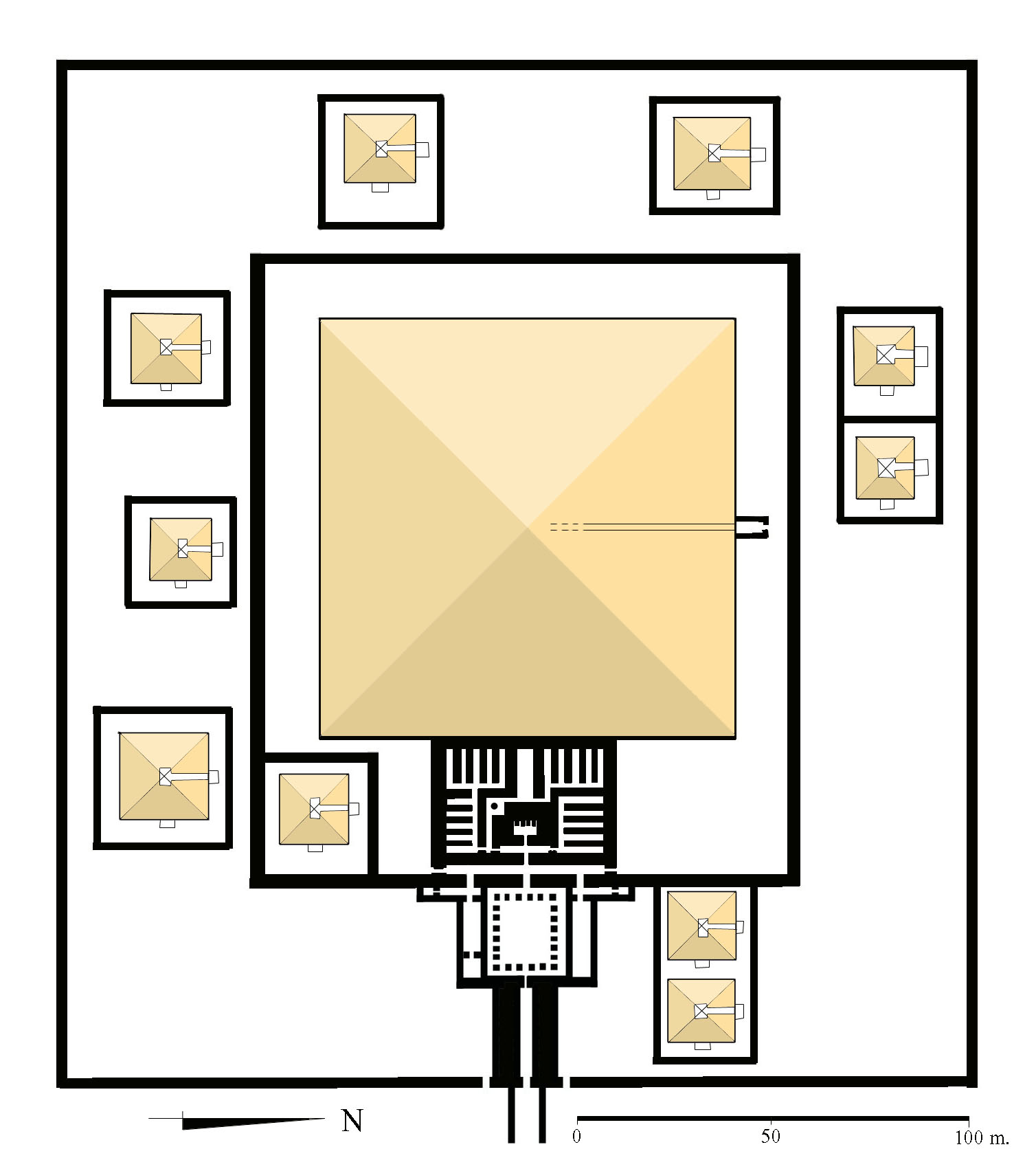
Pianta della sepoltura di Sesostri I
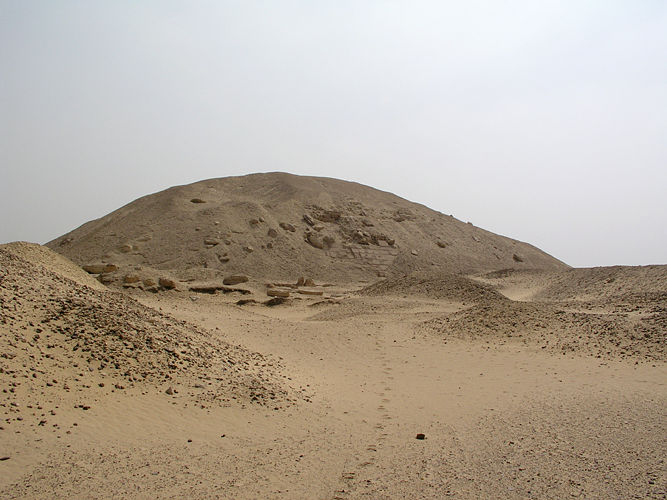
Piramide di Sesostri I
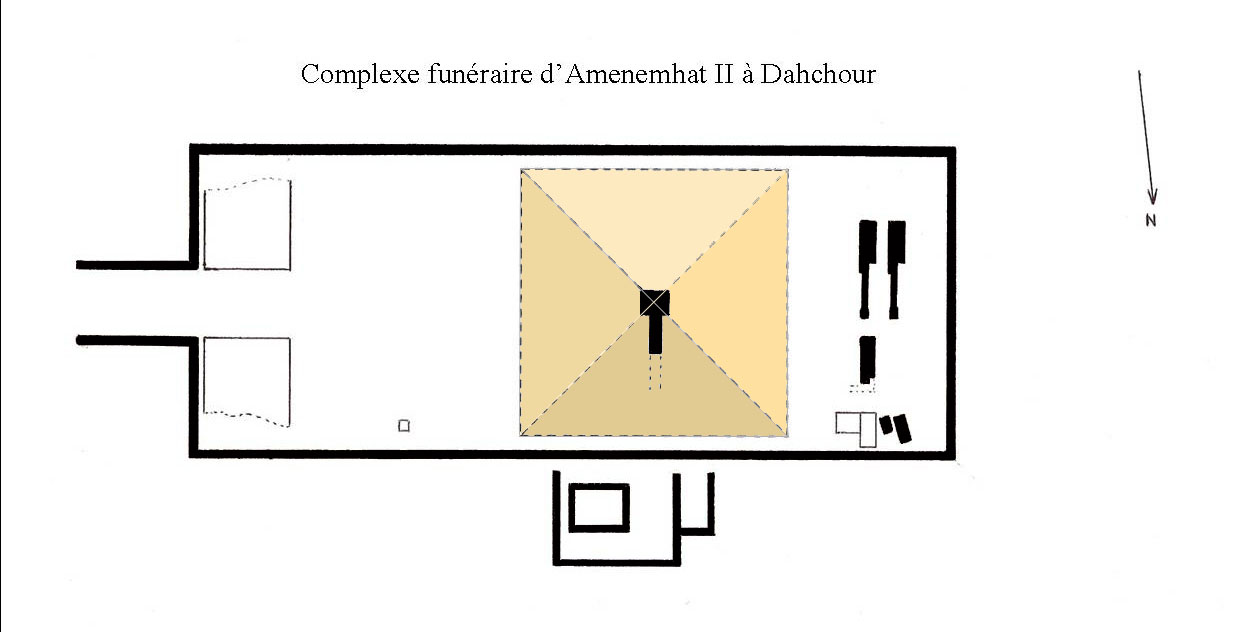
Pianta del complesso funebre di Amenemhat II
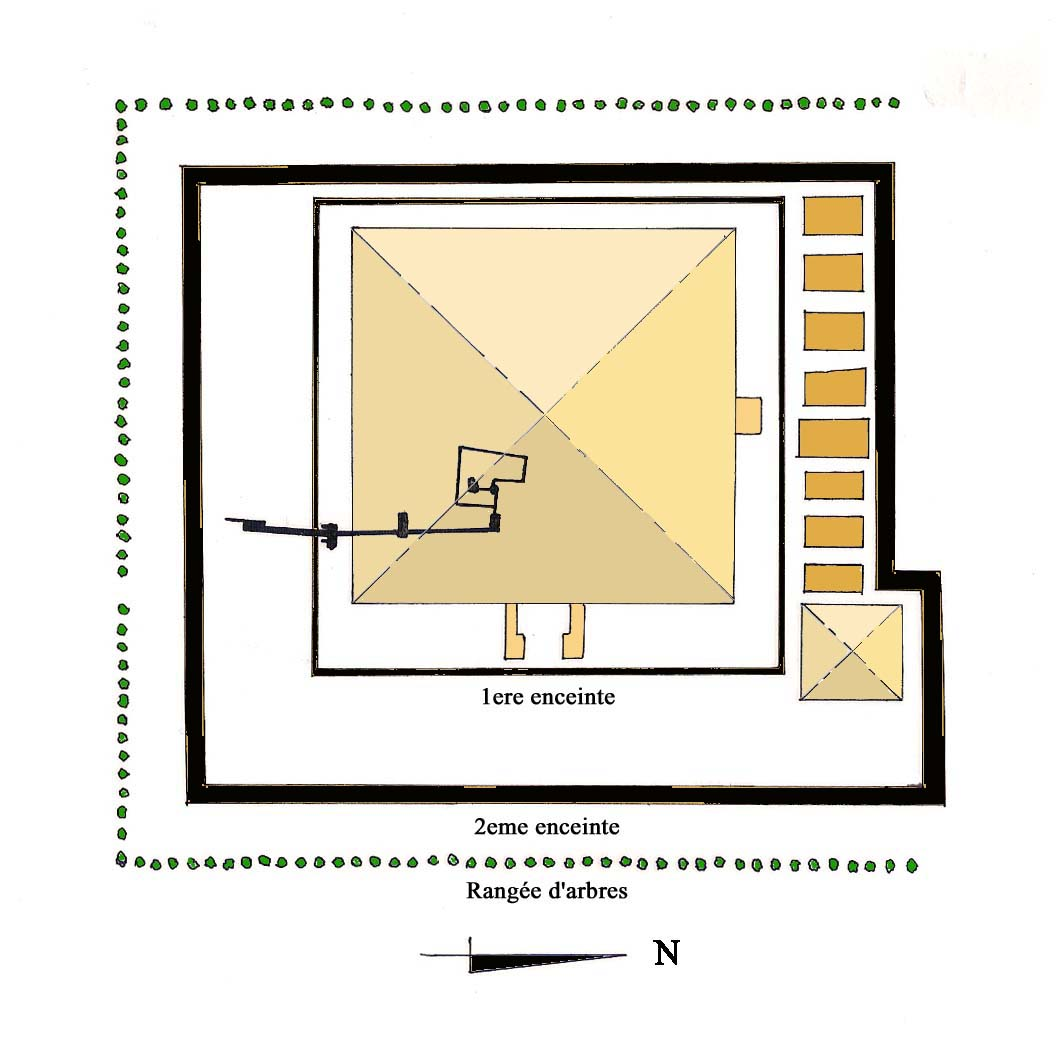
Pianta del complesso di Sesostri II
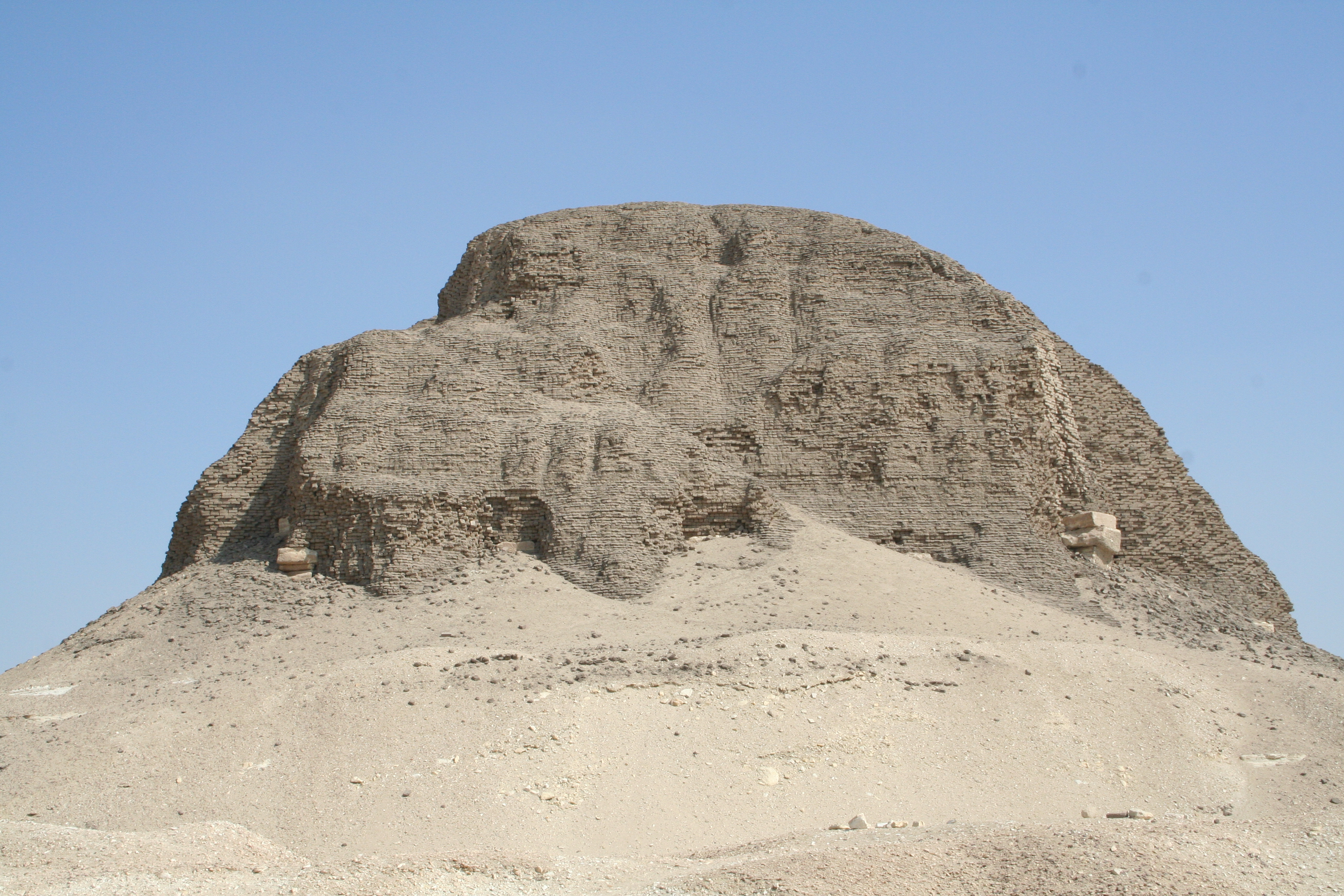
Piramide di Sesostri II
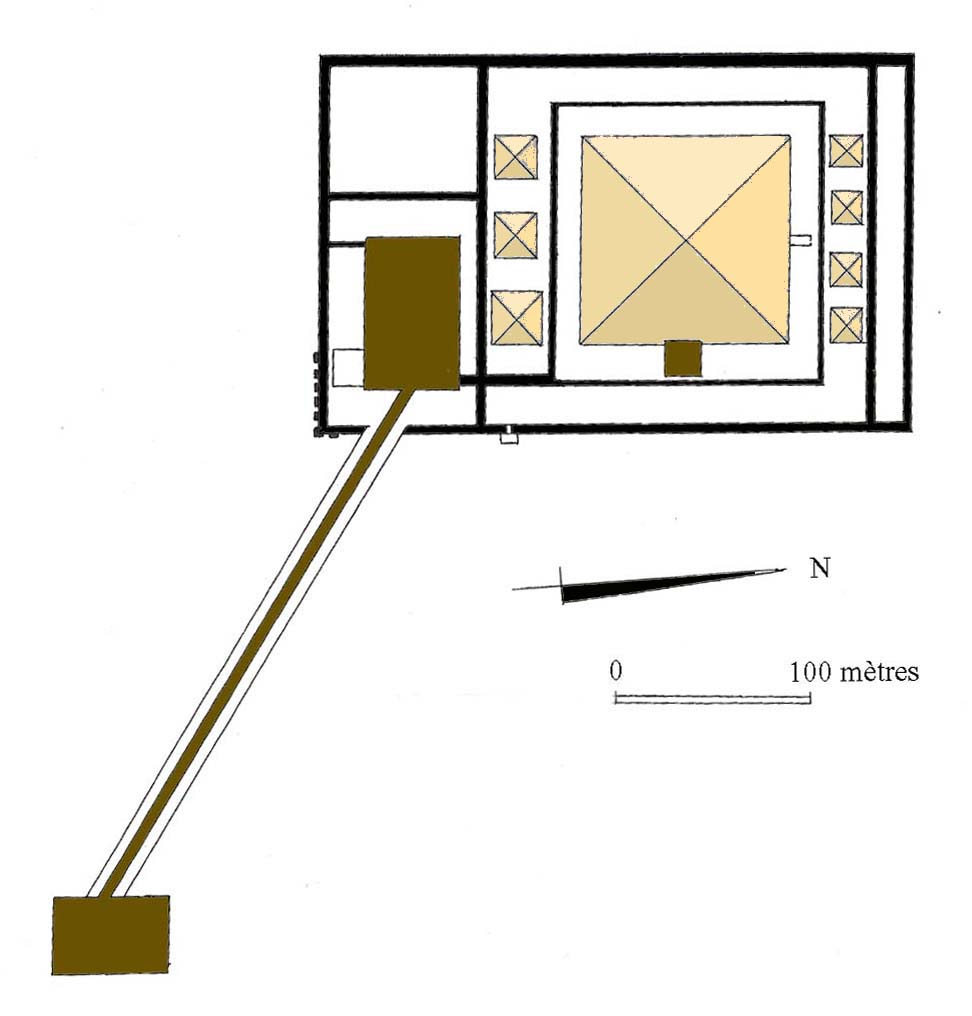
Pianta della piramide di Sesostri III, oggi in completa rovina
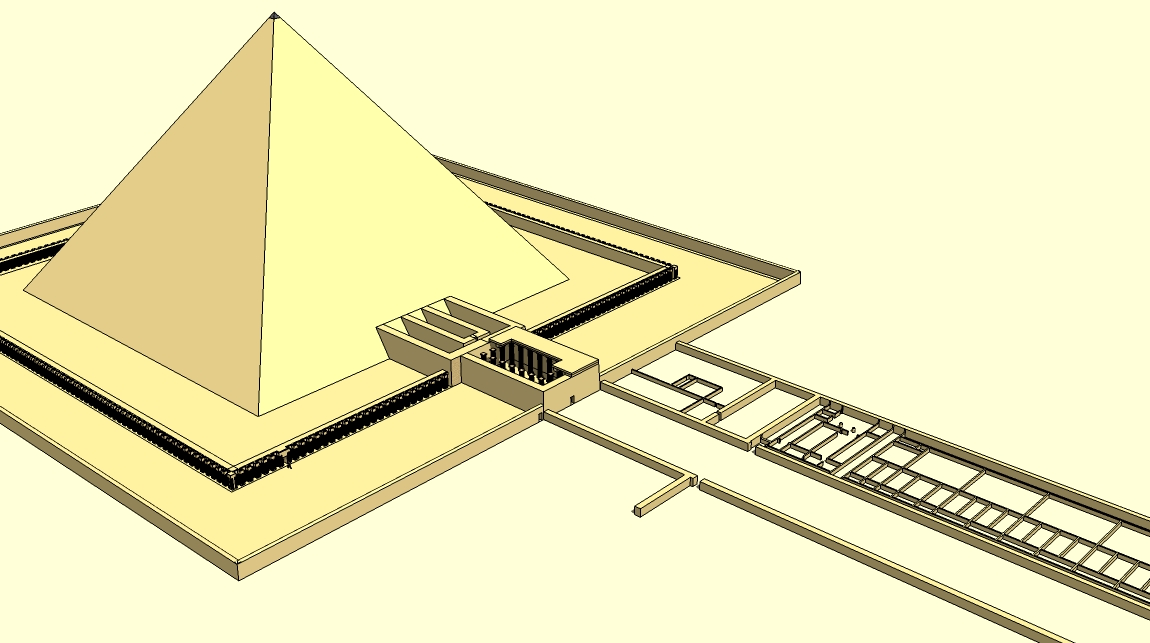
Ricostruzione del complesso funerario di Amenemhat III

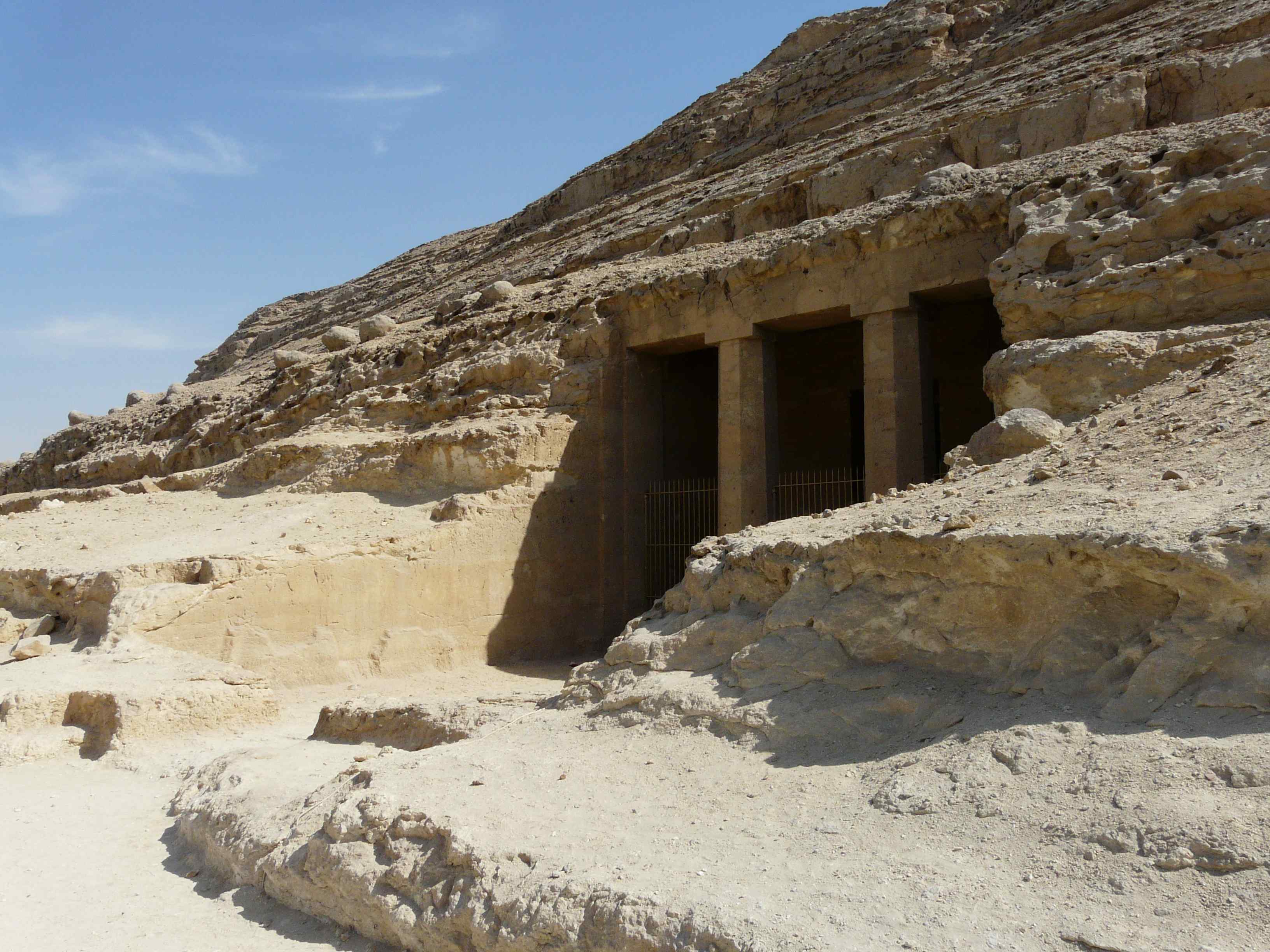
Tombe rupestri di Beni Hasan

Durante l'XI e la XII dinastia, si diffondono le sepolture di nobili, nomarchi (amministratori delle province, nomos), dignitari, funzionari di alto rango e di alcuni sovrani scavate nella roccia, dette tombe rupestri. Le necropoli private si trovano a Deir el-Bersha, Qau el-Kebir, Meir, Deir Rifa, Asyūṭ, Beni Hasan, Qubbet el-Hawa (presso Assuan).
I complessi più grandiosi sono quelli delle necropoli di Beni Hasan, Assiut e Qau el-Kebir (oggi in rovina).
Le sepolture di Assiut e Qau el-Kebir erano costituite da un tempio a valle, una rampa, un pilone d'accesso, un cortile ipostilo, una terrazza con sala a pilastri, un'ampia camera con pilastri e un ambiente rupestre, dove era sepolto il defunto.
A Beni Hasan si riscontra maggiormente la tipologia della sepoltura detta "saff", ovvero un complesso composto da cortile recintato, facciata della tomba a portico con doppia colonna e una serie di stanze interne, disposte lungo un asse centrale.
L'esecuzione delle sepolture rupestri dei privati seguiva vari passaggi. In principio si lavorava la roccia affiorante dal terreno, dall'alto verso il basso, fino ad ottenere una liscia superficie verticale, successivamente si iniziava lo scavo della parete rocciosa, abbozzando la forma del portico colonnato e delle stanze interne con i loro elementi architettonici. Queste operazioni erano eseguite con l'ausilio di semplici martelli in pietra, mazze di legno e scalpelli in rame.
La terza fase consisteva nel levigare accuratamente le pareti con degli scalpelli, le quali venivano in un secondo momento ricoperte con una malta di sabbia e calcare, operazione eseguita per eliminare eventuali imperfezioni della roccia. Come ultimo intervento si stendeva uno strato d'intonaco, di color neutro, sul quale si sarebbero realizzate le decorazioni dipinte.
Le tombe dei privati presentano una ricca decorazione in rilievo e numerosi dipinti, che ricoprono interamente la superficie a disposizione.

### Architettura religiosa e militare

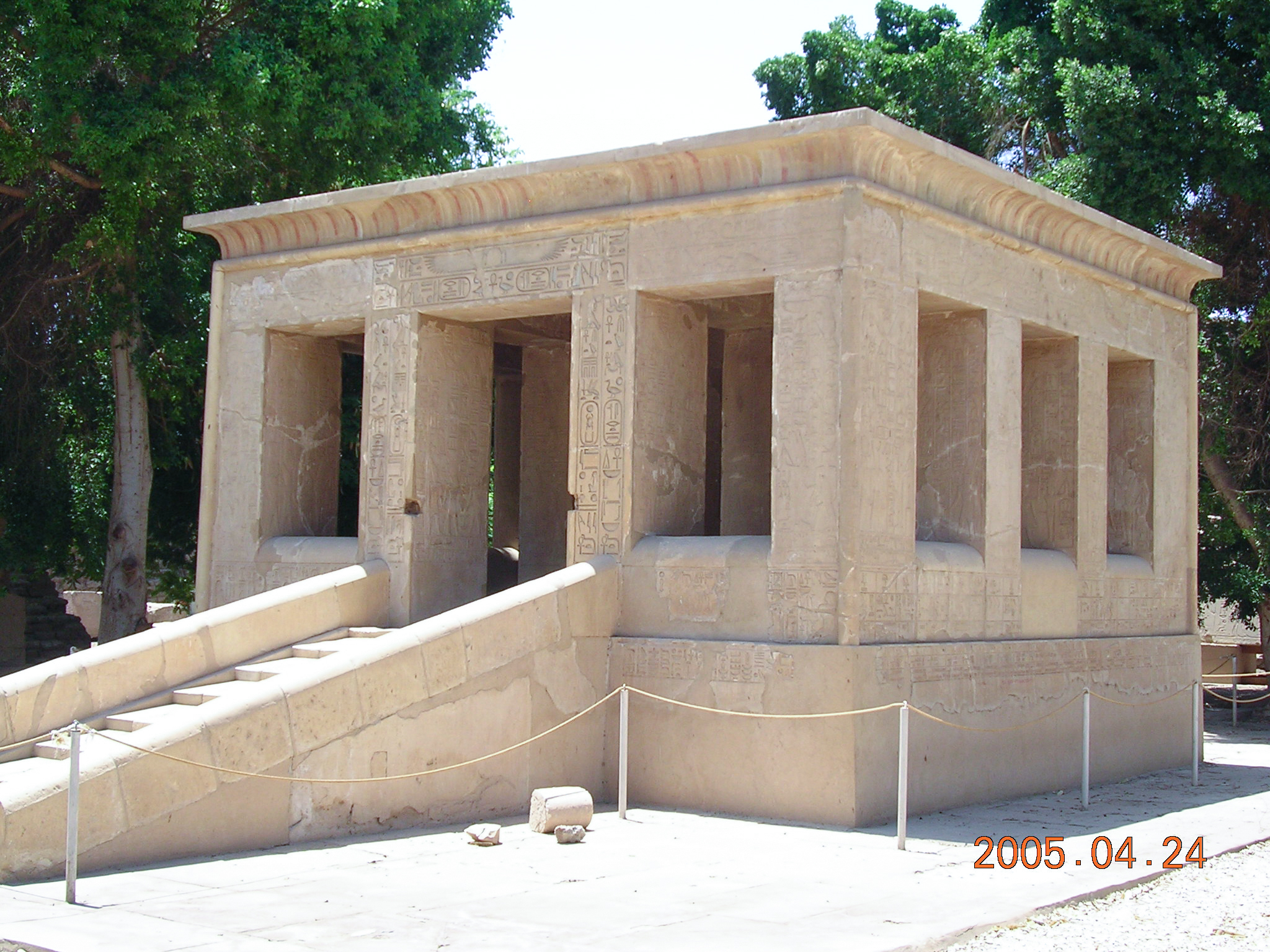
Chiosco di Sesostri I a Karnak

Riguardo l'architettura religiosa del Medio Regno possediamo testimonianze di numerosi templi, edificati durante la XII dinastia.
Sesostri I realizza, in occasione della sua prima festa Sed, un chiosco, detto cappella bianca, a Karnak. La struttura è stata rinvenuta completamente smontata in blocchi, perché la pietra fu riutilizzata come materiale per la fondazione di un successivo pilone del tempio. Oggi l'opera, ricostruita e restaurata, è visibile accanto al Museo di Karnak. Questo chiosco è di forma cubica e vi si accede da due rampe opposte. L'edificio presenta tori angolari e una copertura, preceduta da una cornice a gola, sostenuta da sedici pilastri disposti in quattro file parallele.
Il chiosco di Sesostri I presenta un notevole ciclo di rilievi, che raffigurano il faraone innanzi al dio Amon, rappresentato nella forma itifallica di Amon-Min. La funzione di questo edificio è ancora discussa, probabilmente non serviva solo come simbolo per la festa Sed, ma svolgeva anche la funzione di ospitare la statua del dio Amon durante le ricorrenze religiose.
A Medamud, Sesostri III edifica un tempio dedicato al dio Montu. I resti di questo edificio, rimaneggiato più volte nei secoli successivi, sono collocati in vari musei del mondo, tra cui il Louvre e il Museo Egizio del Cairo.
Sesostri III edifica anche un tempio ad Abido, dedicato ad Osiride, la cui planimetria e struttura saranno d'ispirazione per gli edifici sacri del Nuovo Regno.
La regione del Fayyum è stata una zona privilegiata dai faraoni della XII dinastia, che oltre all'edificazione dei loro templi funerari, vi realizzano alcuni edifici sacri intorno al lago Qarun.
Il tempio di Kasr el Sagha , ancora ben conservato, con cornici a gola e sette naos giustapposti, non sembra sia stato portato a termine. La mancanza di iscrizioni rende difficile attribuirne la paternità ad uno specifico faraone. L'architettura presenta caratteristiche comparse durante la IV dinastia, tanto da portare alcuni studiosi a datare la struttura all'Antico Regno. La discussione sulla sua datazione è ancora aperta.
A Medinet Madi, sempre presso il Fayyum, si trova il tempio di Sobek e Renenet edificato da Amenemhat III e Amenemhat IV (oggi inglobato in una struttura di epoca tolemaica). L'edificio di dimensioni ridotte, presenta un portico a due colonne papiriformi e una piccola aula sacra.
Al Medio Regno risalgono le prime testimonianze archeologiche in sito riguardanti fortezze. L'edilizia militare, nelle epoche precedenti, era attestata solo attraverso rilievi.
A Semna e Buhen, in Nubia, sono stati rinvenuti i resti di un fossato e di una scarpata circondanti un complesso fortificato di torri e bastioni. Internamente alle mura di difesa sono venuti alla luce numerosi ambienti di residenza di generali e soldati, locali di servizio e magazzini.

## Scultura

### Scultura reale

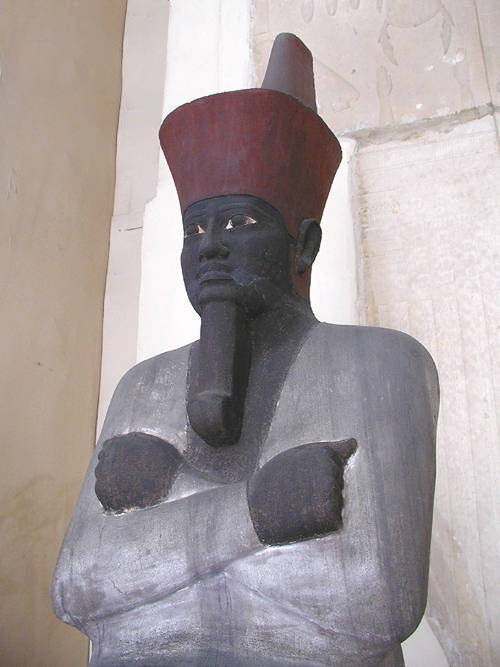
Statua osiriforme di Mentuhotep II, Il Cairo, Museo Egizio

La scultura del Medio Regno si divide in due stili: quello di Mentuhotep II (XI dinastia) e quello della XII dinastia.
Il primo stile è caratterizzato da una massiccia e poderosa impostazione dei piani, facce tonde, grandi occhi globulari aperti e una forte rigidità statica nella posa. Tutte queste caratteristiche le si riscontra nella statua di Mentuhotep II conservato presso il Museo Egizio del Cairo. La scultura, in pietra dipinta, misura 1,83 m di altezza e rappresenta il sovrano assiso su un trono cubico, privo di schienale, recante sul capo la corona rossa e sul mento la barba posticcia. Le parti nude del corpo del sovrano sono dipinte in bruno scuro, fatto che ribadisce la sua provenienza meridionale e nello stesso tempo lo assimila al dio Osiride, sovrano del Regno dei Morti, talvolta rappresentato con il volto dipinto di nero o verde. Il faraone indossa la veste della festa Sed.
Lo stile introdotto con la XII dinastia, mostra maggiore morbidezza ed eleganza nella resa delle masse anatomiche, con corpi che divengono più flessibili, i volti si personalizzano perdendo la loro rigida fissità.
Durante questa dinastia si assiste al ritorno di iconografie risalenti alla IV dinastia, come dimostrato da alcune statue di Sesostri II ritrovate a Tanis. Il faraone è raffigurato assiso in trono, con la postura del corpo, la posizione delle mani e il trattamento delle sopracciglia identiche a quelle riscontrate nelle sculture di Chefren.
Nel Medio Regno inizia la produzione scultorea raffigurante i faraoni e le loro regine nelle sembianze di sfingi (corpo leonino con testa umana, spesso con criniera), iconografia che avrà una grande diffusione nel Nuovo Regno.
Con la statuaria di Sesostri III, il ritratto del sovrano assume maggior realismo: palpebre pesanti, bocca severa, grandi orecchie, rughe e pieghe agli angoli della bocca, del naso e fra le sopracciglia.
Durante il regno di Amenemhet III, ultimo sovrano del Medio Regno, si inizia ad abbandonare in modo molto graduale il realismo dei ritratti, tendendo verso una maggiore stilizzazione delle masse corporee.

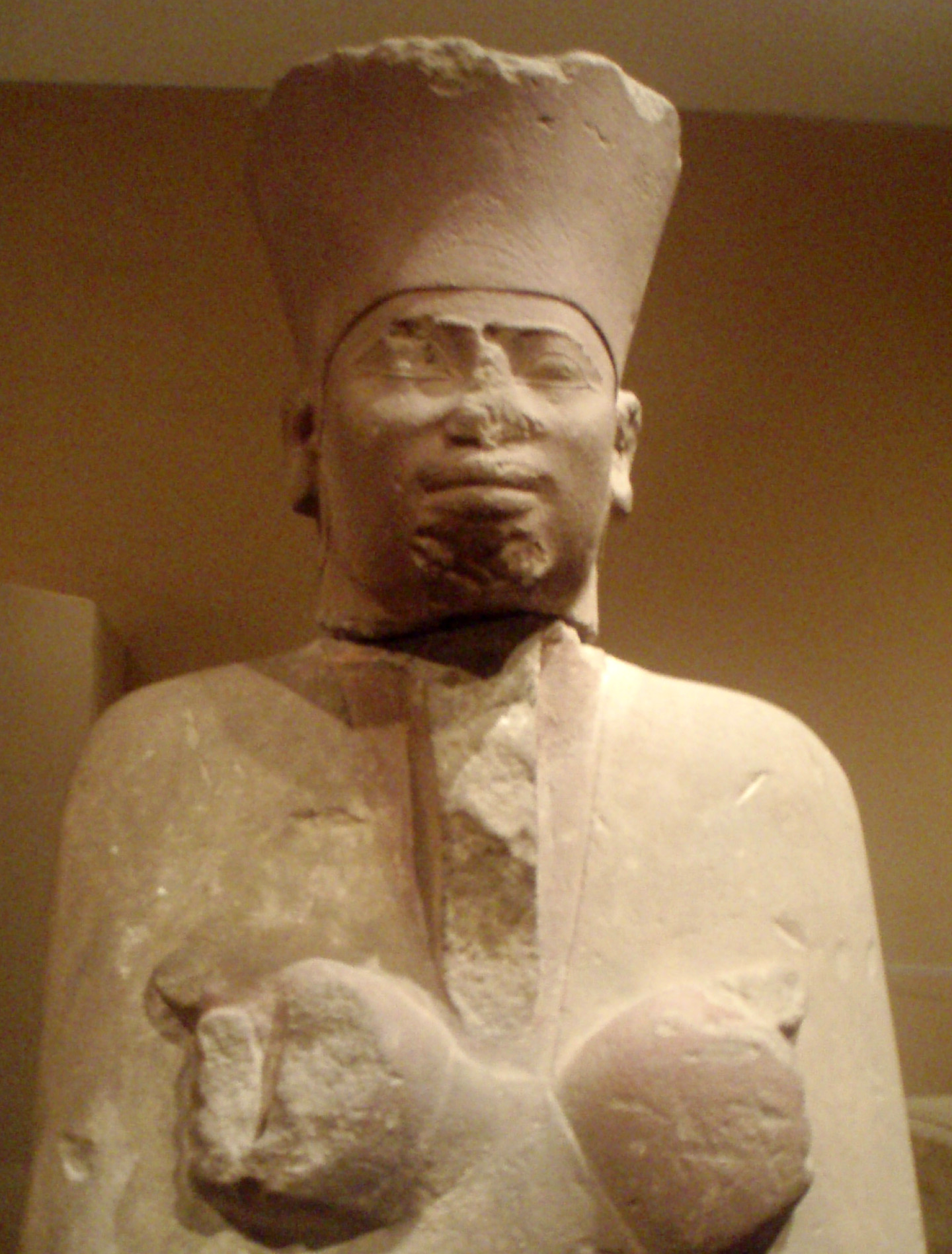
Mentuhotep II
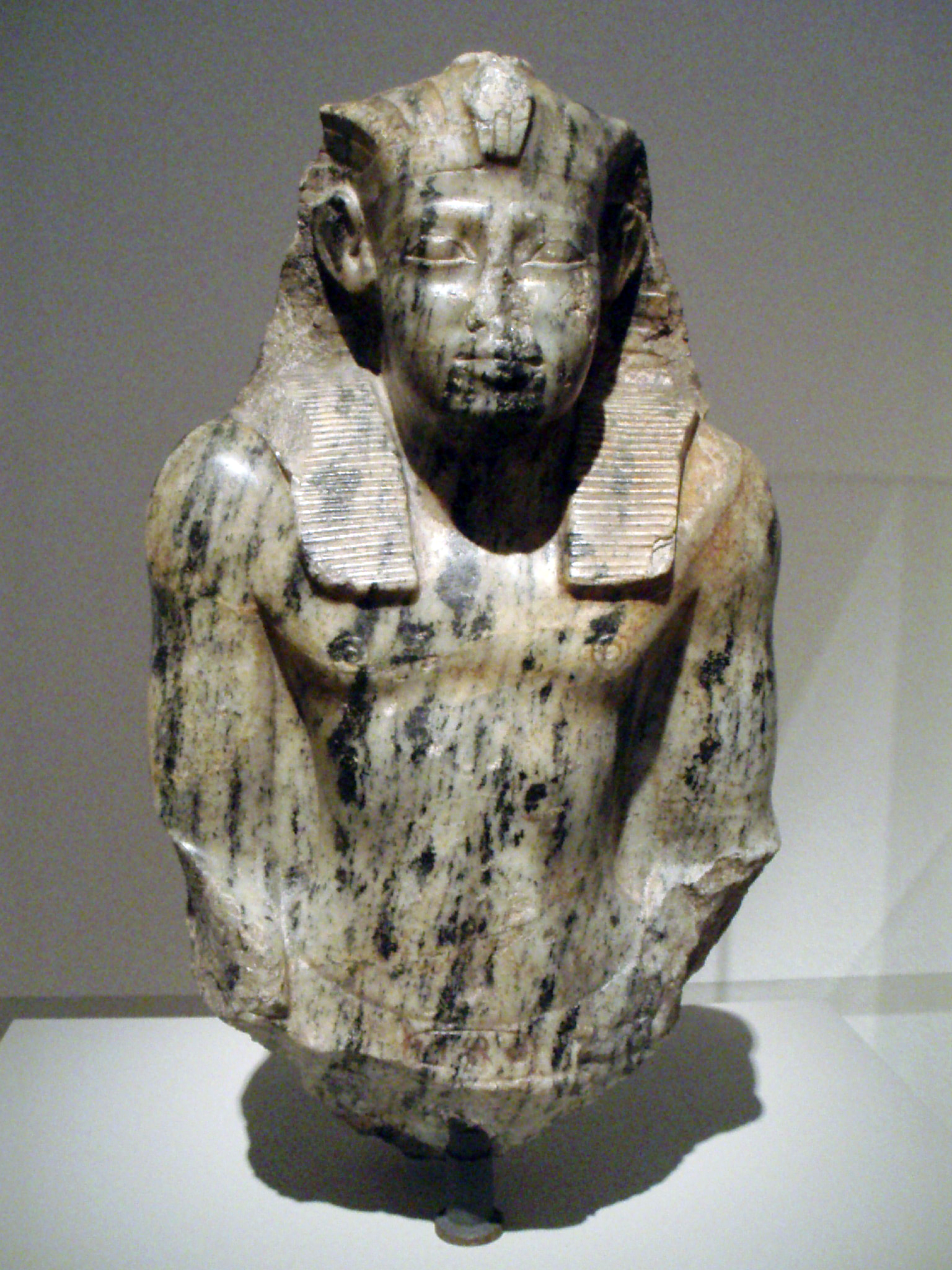
Sesostri I, Berlino, Altes Museum
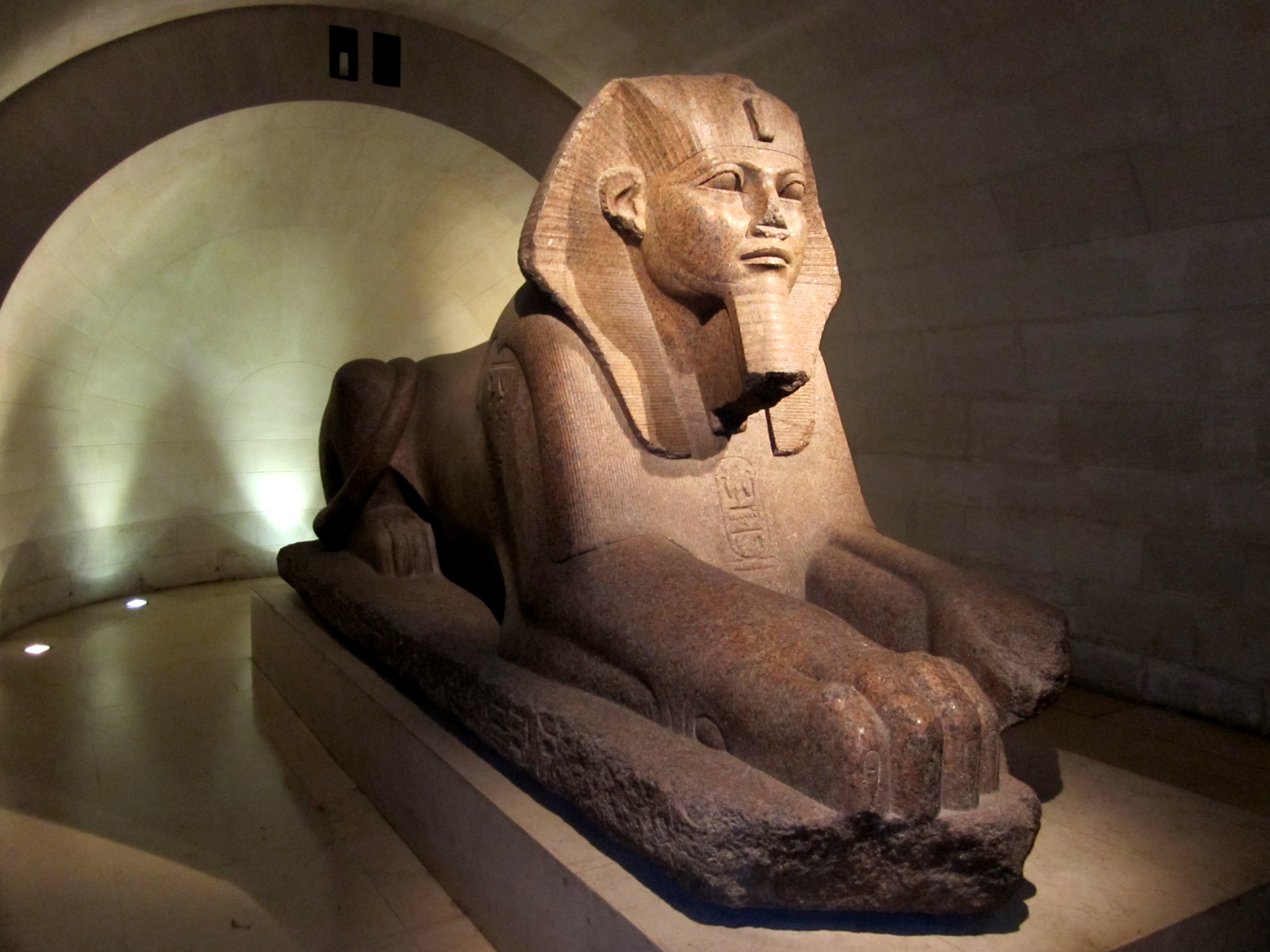
Grande sfinge di Amenemhet II da Tanis, Parigi, Museo del Louvre
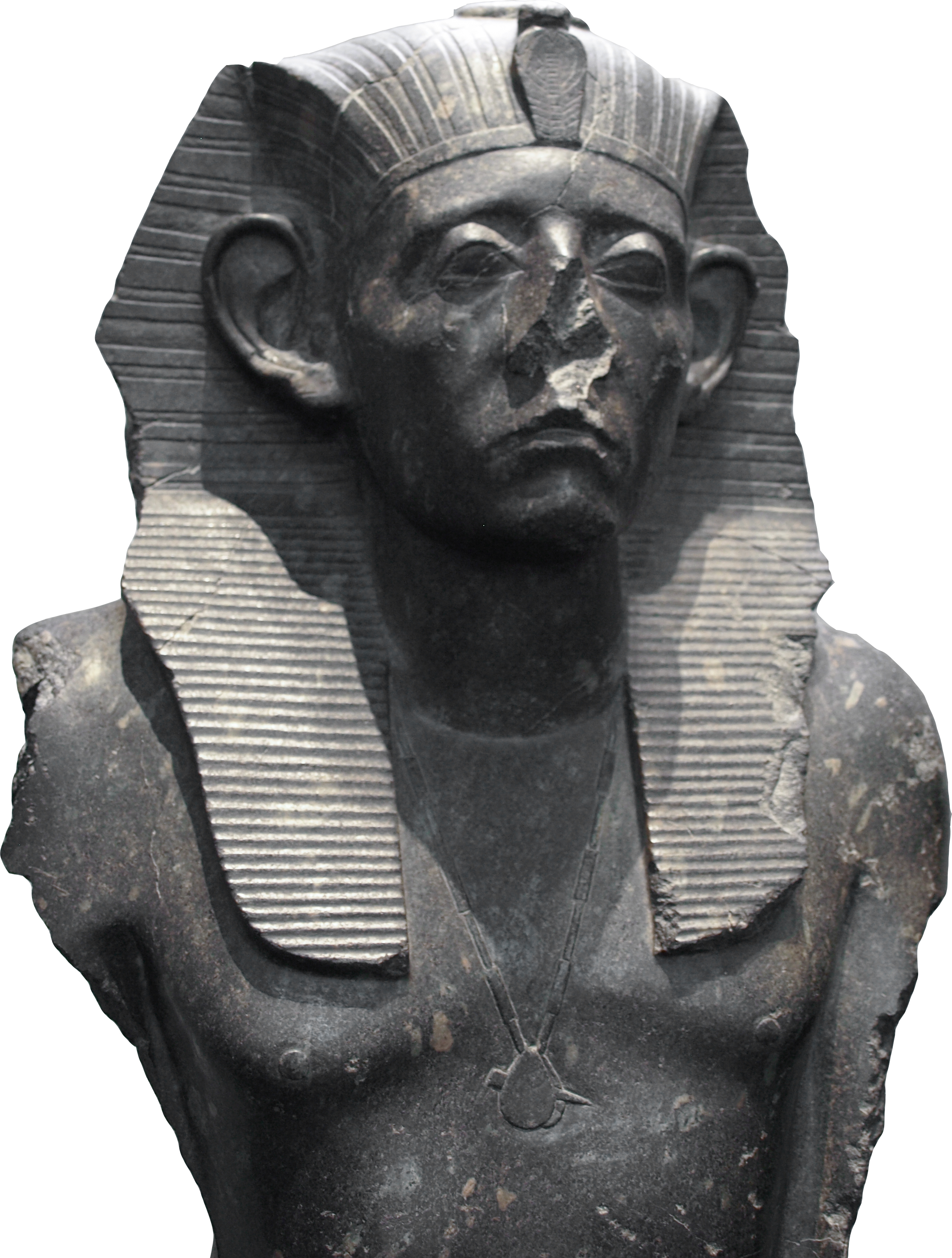
Statua di Sesostri III, Londra, British Museum
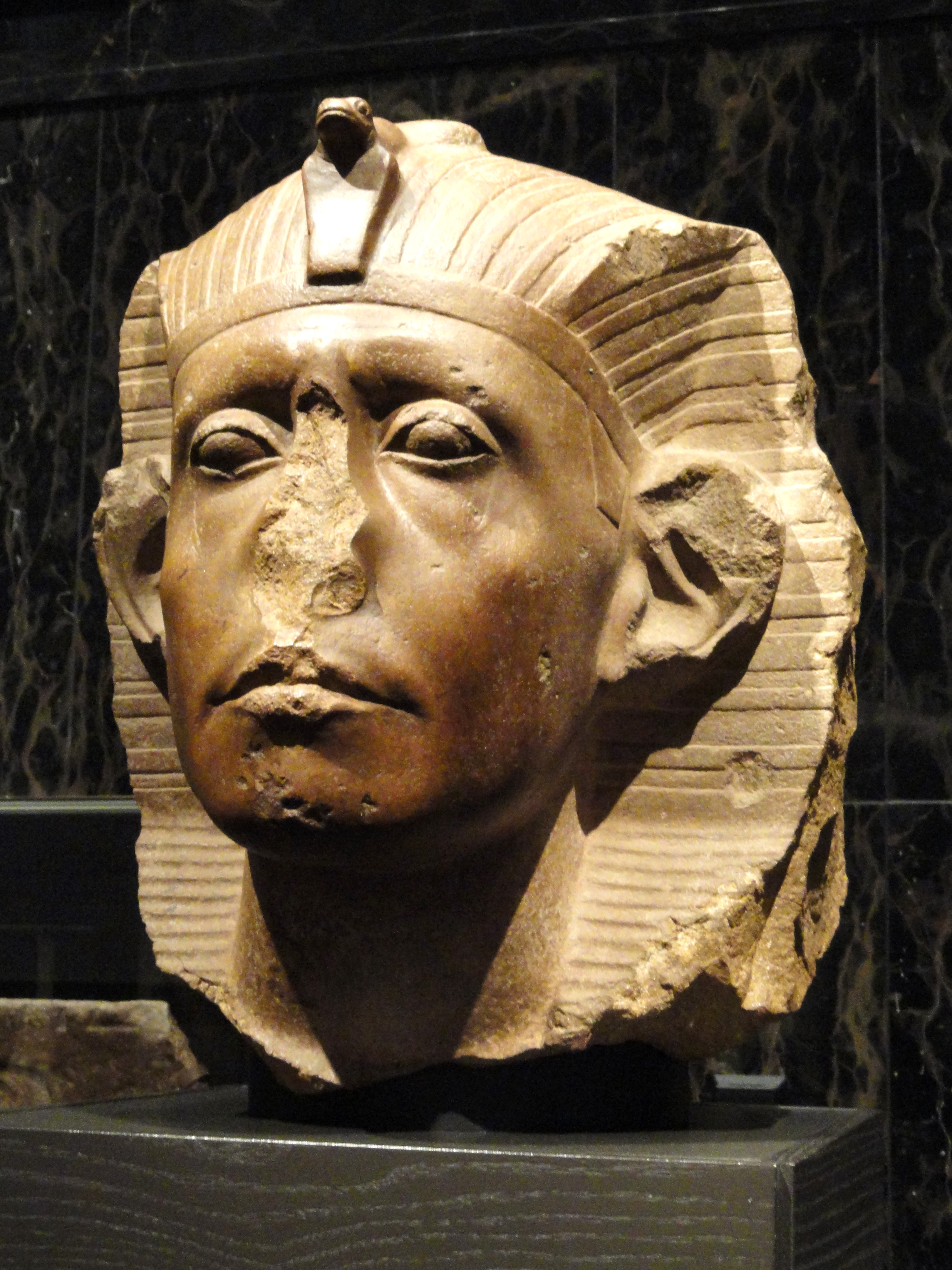
Sesostri III
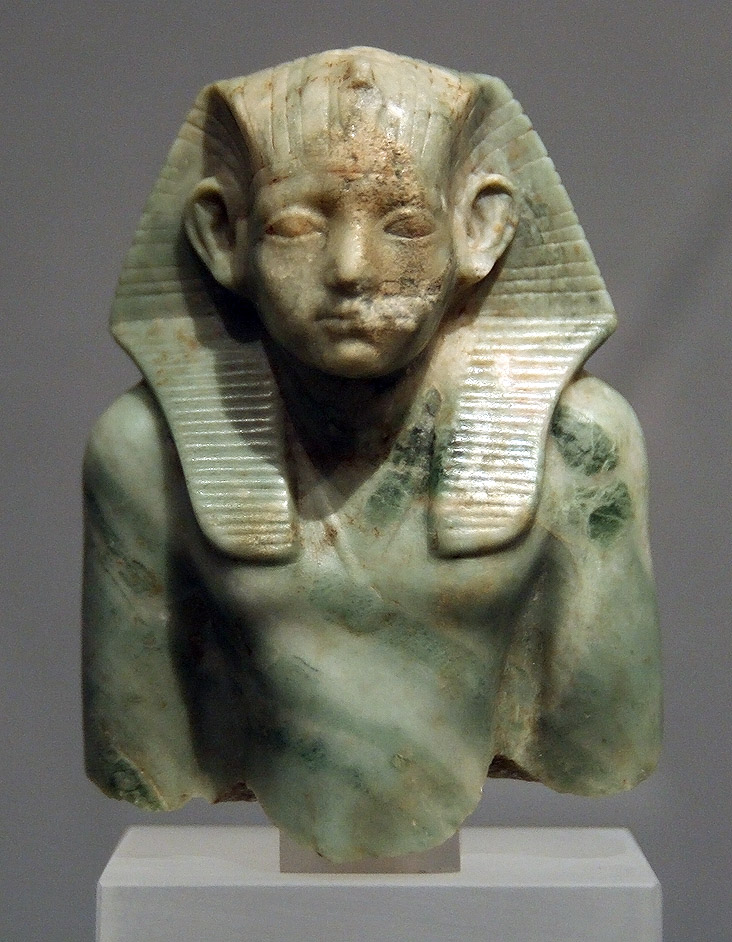
Amenemhet III
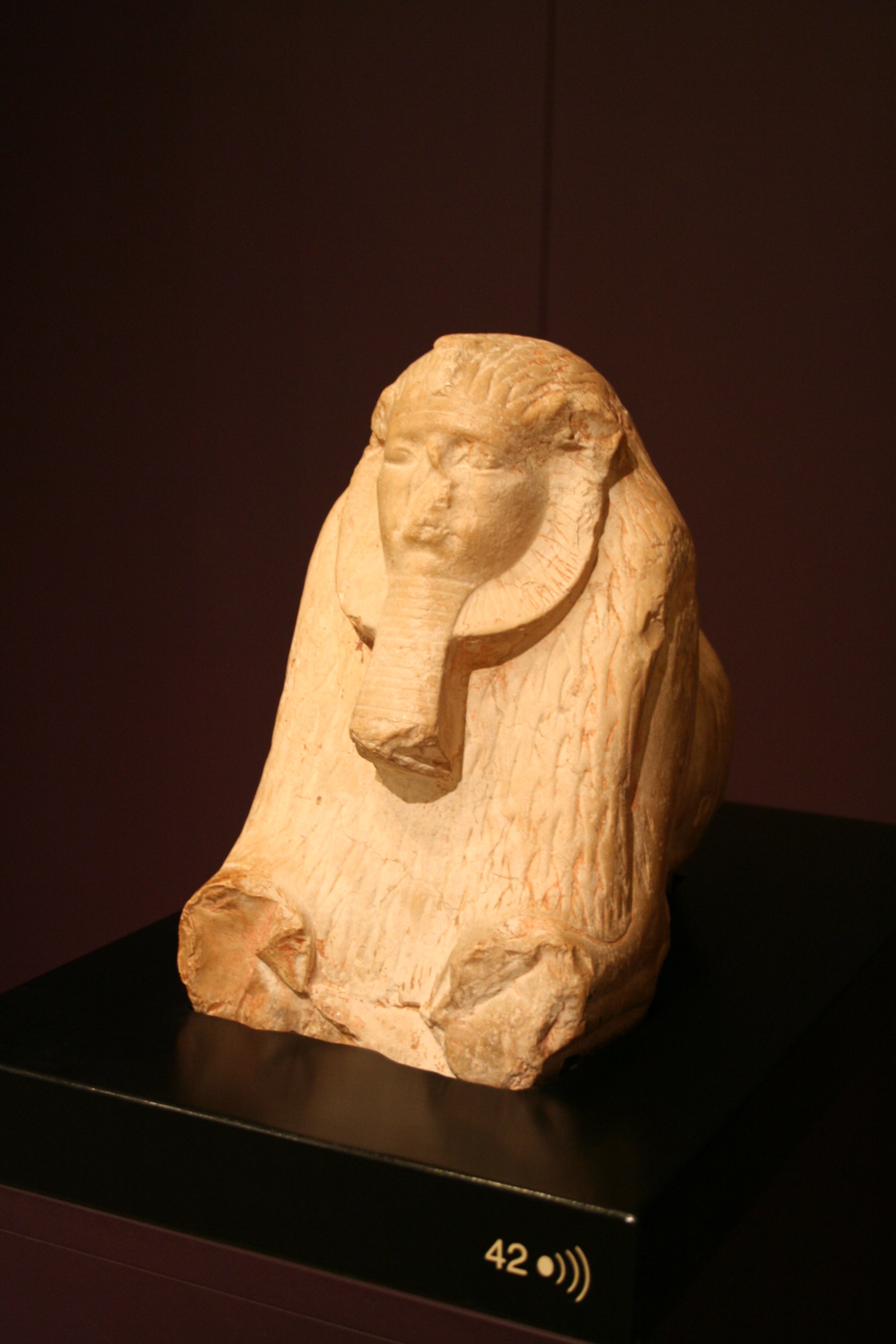
Sfinge con le sembianze di Amenemhet III

### Scultura privata
Nel Medio Regno sono rare le statue di grandi dimensioni realizzate per privati, si preferiscono statuette in pietra dura raffiguranti il defunto avvolto in un mantello o indossante una lunga veste.
Spesso si prediligono pose sedute o rannichiate, che nascondono il corpo e ne diminuiscono le masse anatomiche. Il corpo seminudo e le masse anatomiche, che caratterizzano la statuaria privata dell'Antico Regno, scompaiono sotto pesanti mantelli e perizomi. Le capigliature divengono pesanti e spesso sono semplificate in un'unica massa statica.
I testi, che nell'Antico Regno erano relegati al solo basamento delle sculture, nel Medio Regno si espandono fino a coprire quasi completamente i soggetti raffigurati, privando la statuaria di realismo e naturalismo
Durante il periodo hanno grande diffusione l'iconografie delle statue-cubo; ovvero un personaggio seduto con gambe rialzate, ginocchia portate al petto e strette nelle braccia, avvolto in un mantello che nasconde completamente la forma del corpo, con la sola eccezione della testa, delle mani e a volte dei piedi. La maggior parte delle statue-cubo recano iscrizioni su quasi tutta la superficie delle vesti. L'origine di questa iconografia è da rintracciare nei modellini di legno comparsi alla fine della VI dinastia.
Con il passare del tempo le statue-cubo raggiungono una grande astrazione, perdendo completamente la sagoma anatomica del corpo sotto le vesti, il quale diviene un semplice cubo liscio dal quale sporgono testa e mani.

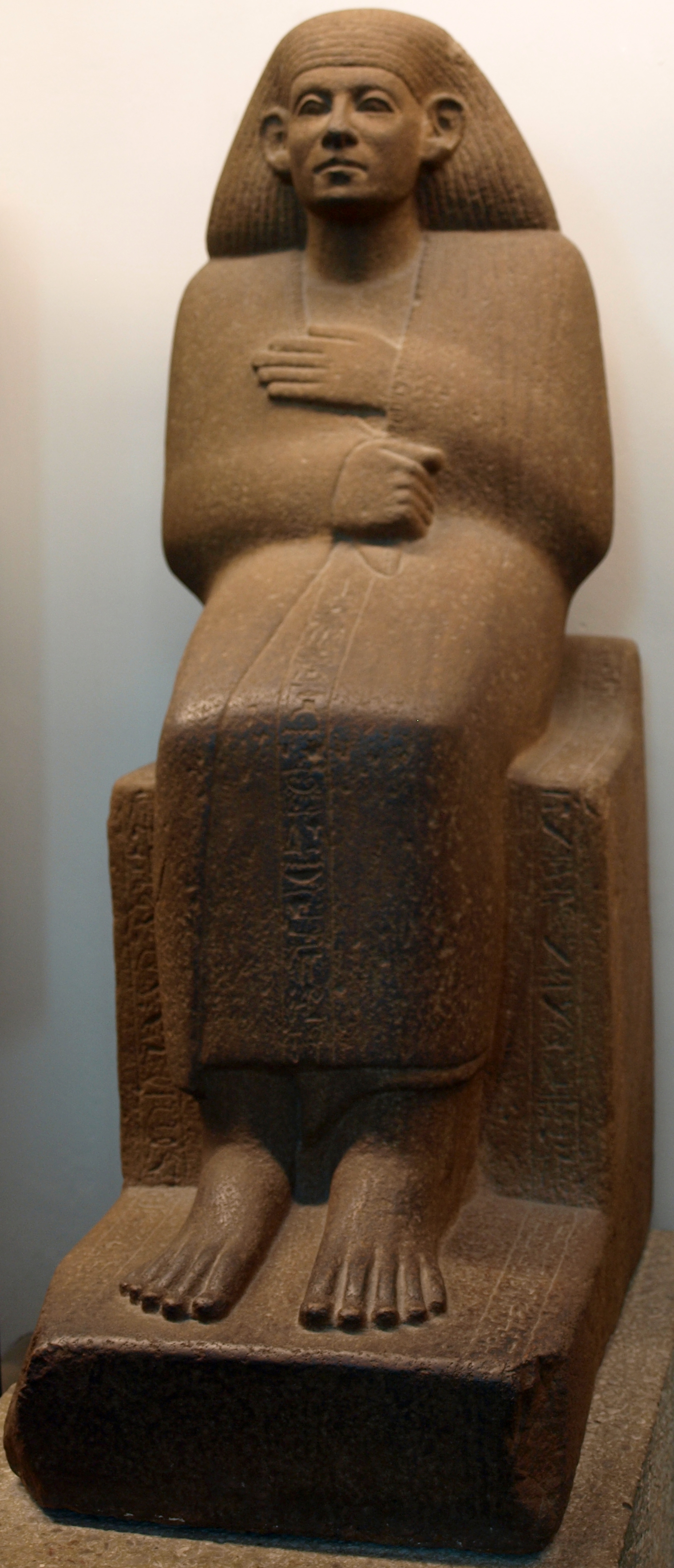
Statua di Rehemuankh, XII dinastia, Londra, British Museum
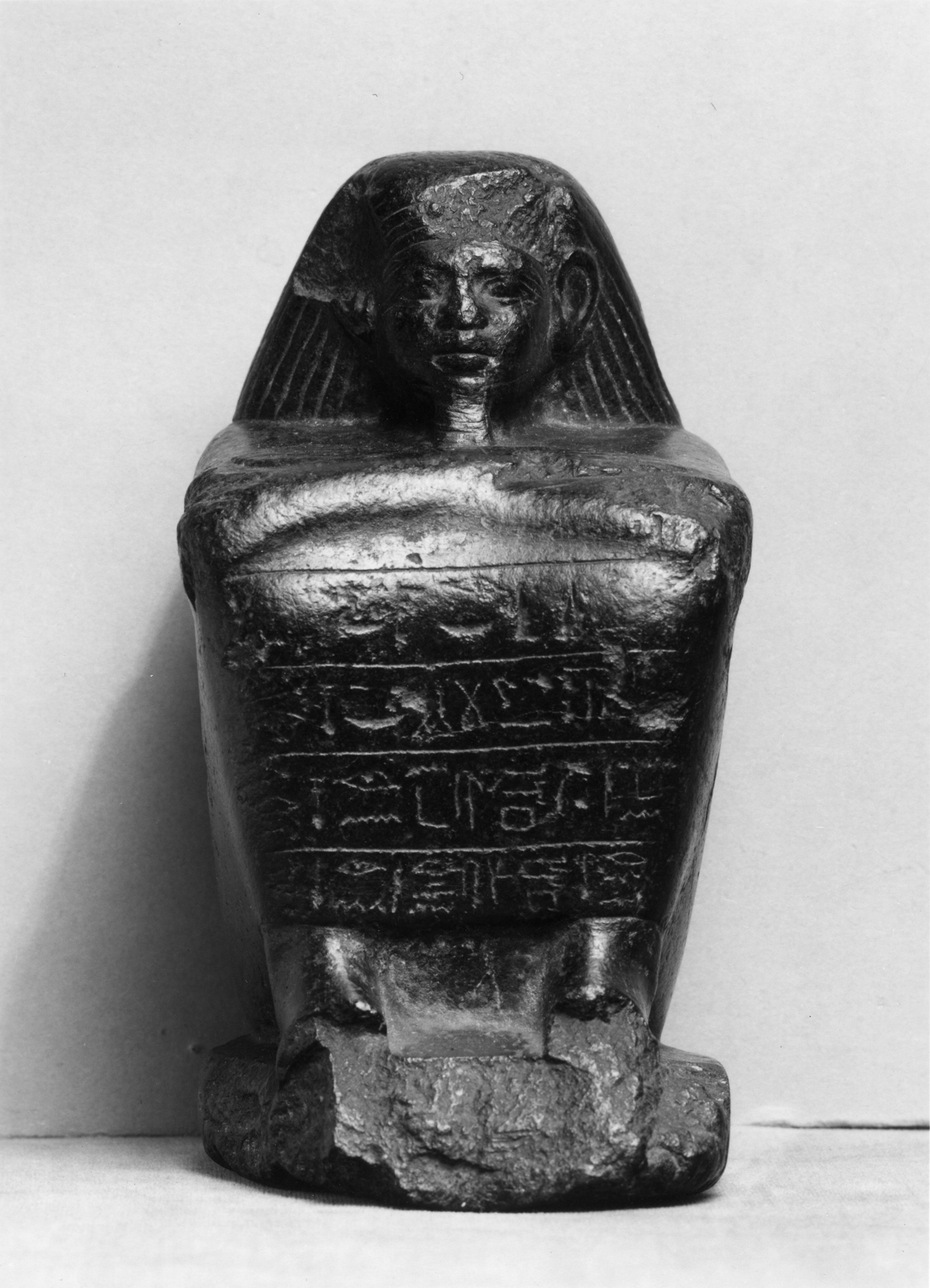
Statua-cubo, XII dinastia
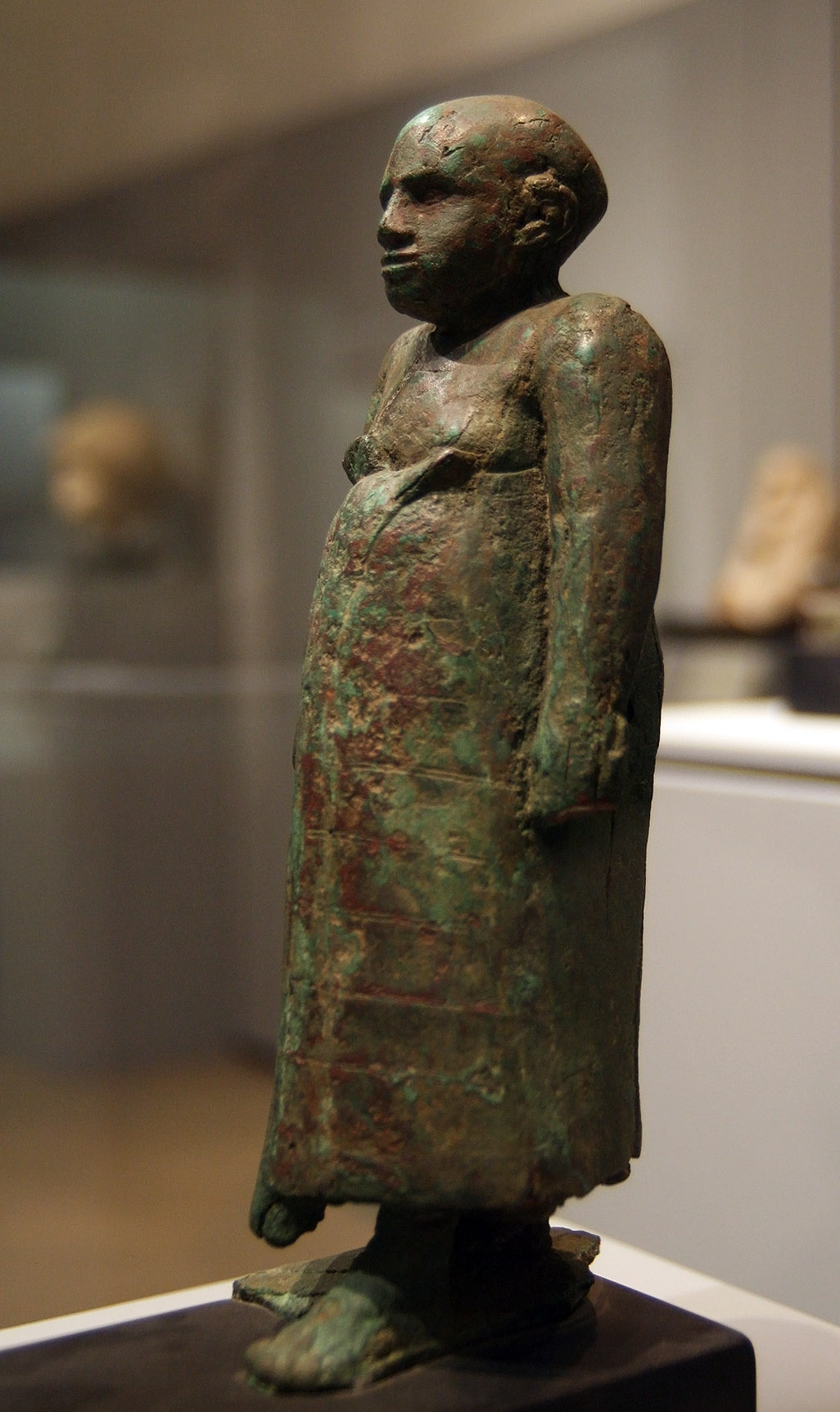
Statua di un funzionario, XII dinastia

## Pittura e rilievo

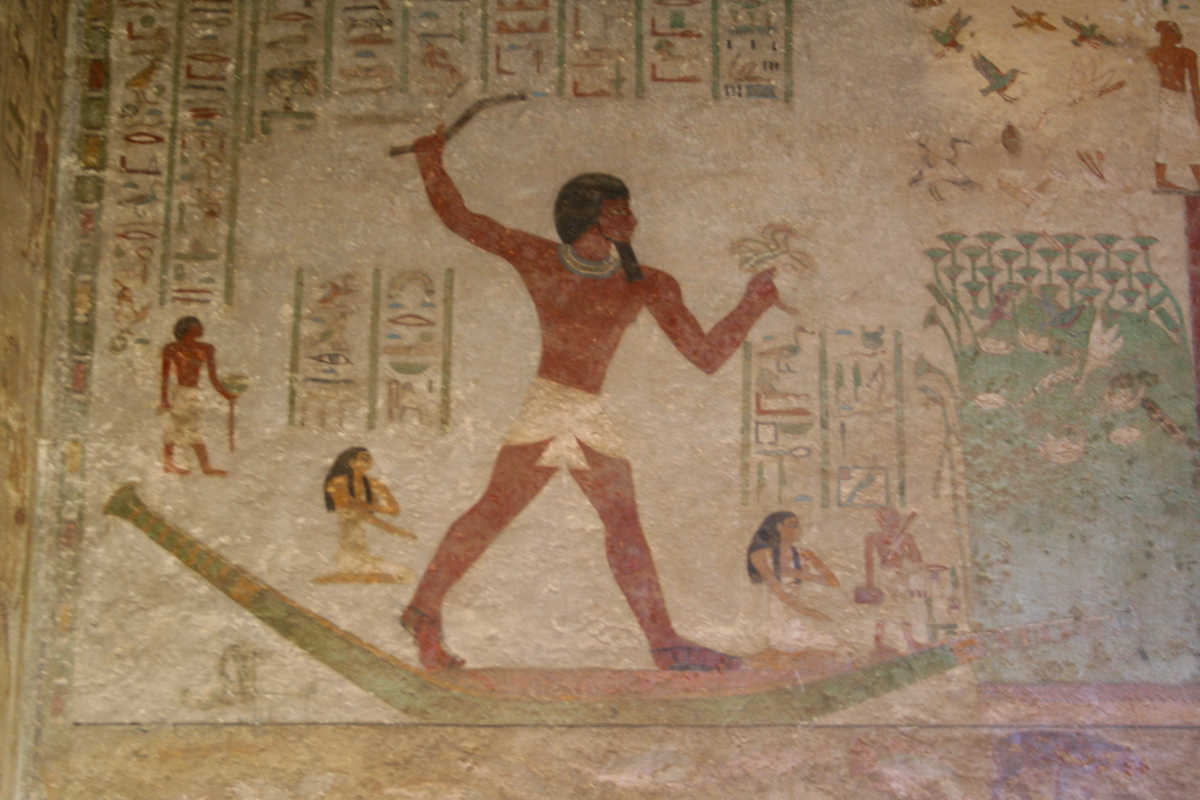
Beni-Hassan tomba di Khnoumhotep II

Nel Medio Regno la tecnica della pittura è preferita rispetto alla tecnica del rilievo, ciò è dovuto al minor costo e al minor tempo d'esecuzione; spesso però le due tecniche sono utilizzate in contemporanea nella stessa sepoltura.
La maggior quantità di testimonianze pittoriche pervenutaci proviene dalle tombe dei nomarchi e dei funzionari di Beni Hasan, nelle quali il rilievo, divenuto bassissimo, è quasi esclusivamente rilegato alla realizzazione delle false-porte.
Gli artisti del Medio Regno ricorrono ad una vastissima gamma cromatica, ricca di molteplici sfumature di toni intermedi tra un colore e l'altro; i colori utilizzati sono il blu, il turchese, l'ocra gialla, l'ocra bruna, l'ocra rossa, il bianco calce, il bianco huntite e il nero fuliggine. Il legante usato nella realizzazione dei pigmenti era una tempera, idrosolubile, a base di resine e componenti organici.
I dipinti di questo periodo presentano numerose innovazioni stilistiche: pennellata sciolta e libera, passaggi impercettibili tra un colore e l'altro, grande importanza alla definizione dei particolari, stratificazioni spaziali, sovrapposizioni, primi tentativi di una prospettiva lineare, accorciamenti ottici ed effetti di luce e ombra.
Il repertorio iconografico del Medio Regno rimane per lo più identico a quello dell'Antico Regno (agricoltura, allevamento, pesca, caccia, artigianato, banchetto funebre) con l'aggiunta di alcuni nuovi temi: il viaggio del defunto sul Nilo verso Abido (luogo di culto del dio Osiride), scene di giochi acrobatici e danze.

## Corredo funerario
I ritrovamenti funerari di questo periodo mostrano un arricchimento del corredo funebre, dovuto alla grande produzione orafa e alla deposizione di nuovi oggetti non riscontrabili (almeno su larga scala) nei periodi precedenti.
Durante il Medio Regno si diffonde notevolmente l'uso di deporre modellini in legno nelle tombe. Per la maggior parte queste opere lignee sono ricoperte da stucco dipinto.
La loro dimensione varia da una scala ridotta, utilizzata soprattutto per le raffigurazioni di gruppo (cortei di soldati, scene di vita quotidiana, scene di pesca e allevamento), a una scala maggiore, per la rappresentazione di individui singoli.
Questi oggetti avevano la funzione di assicurare al defunto tutto l'occorrente per la vita nell'aldilà.
La produzione di modellini lignei singoli o in scene di gruppo, giunge all'esaurimento verso la fine della XII dinastia.

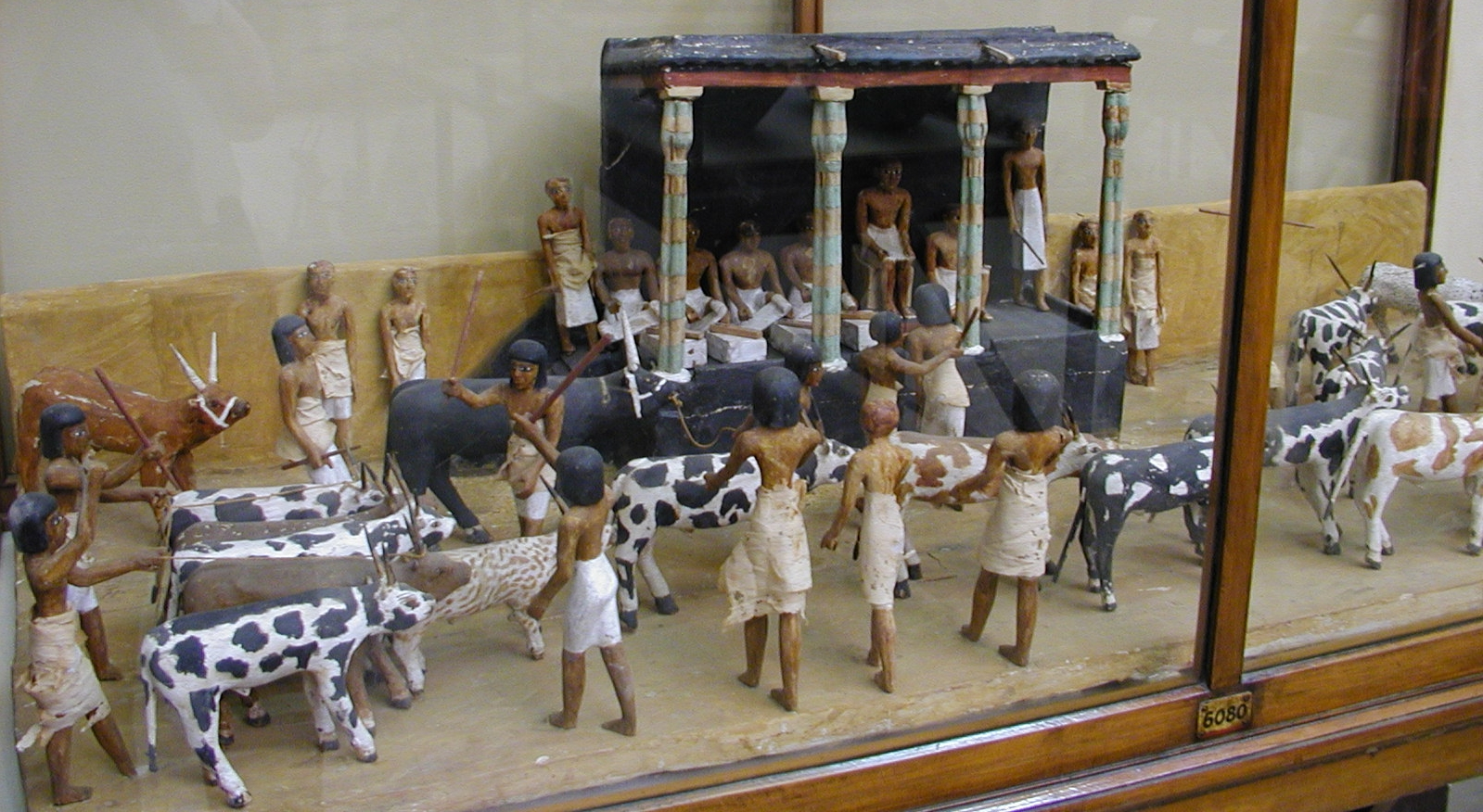
Modellino con censimento del bestiame di Meketra
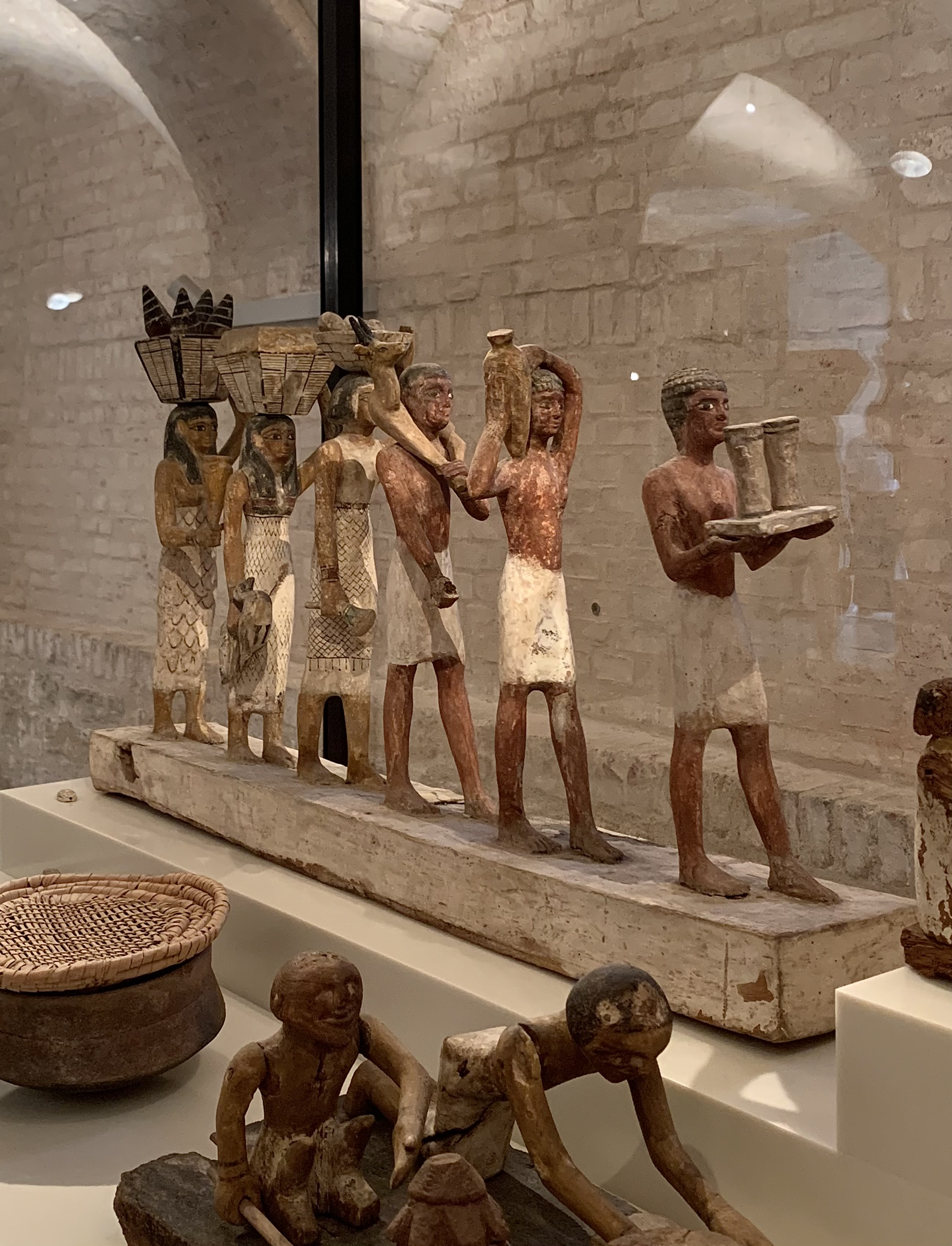
Offerenti
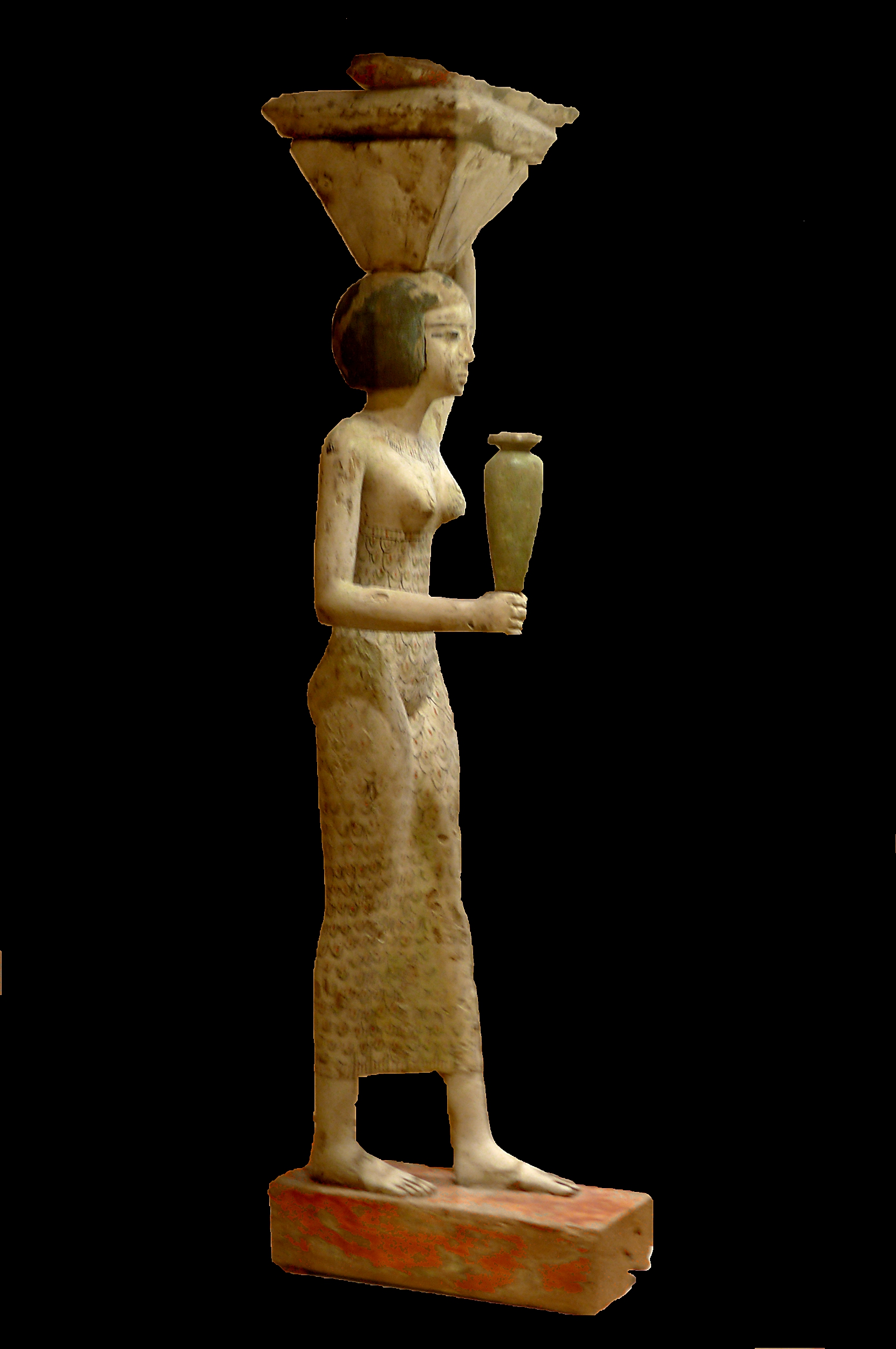
Offerente, Parigi, Museo del Louvre
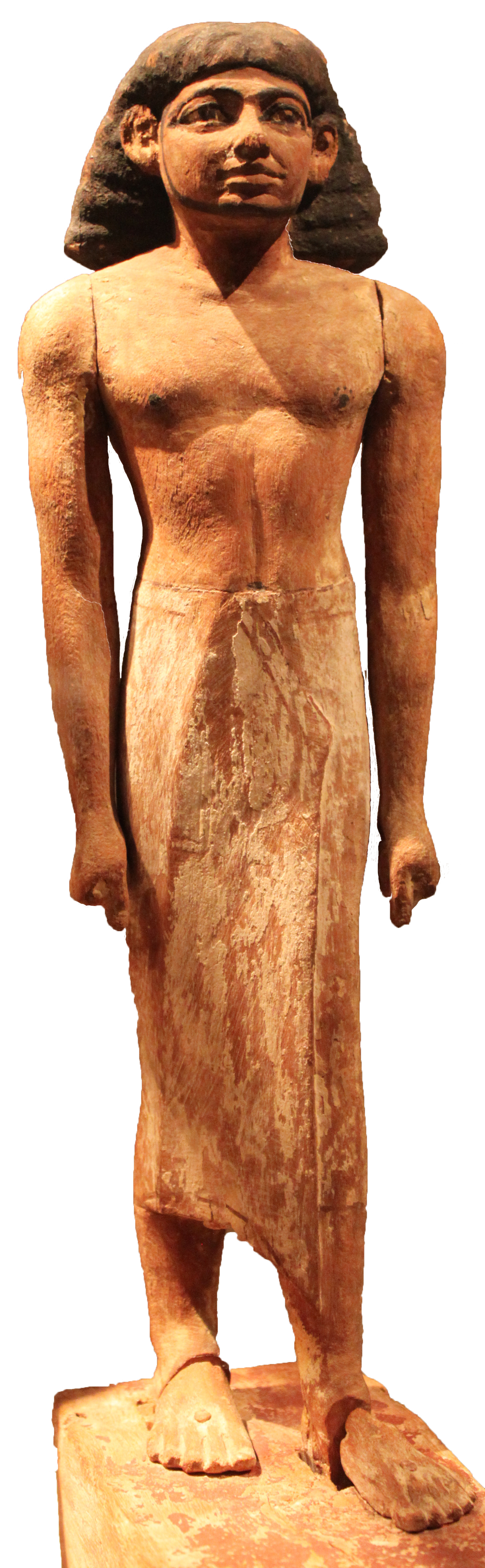
Personaggio stante
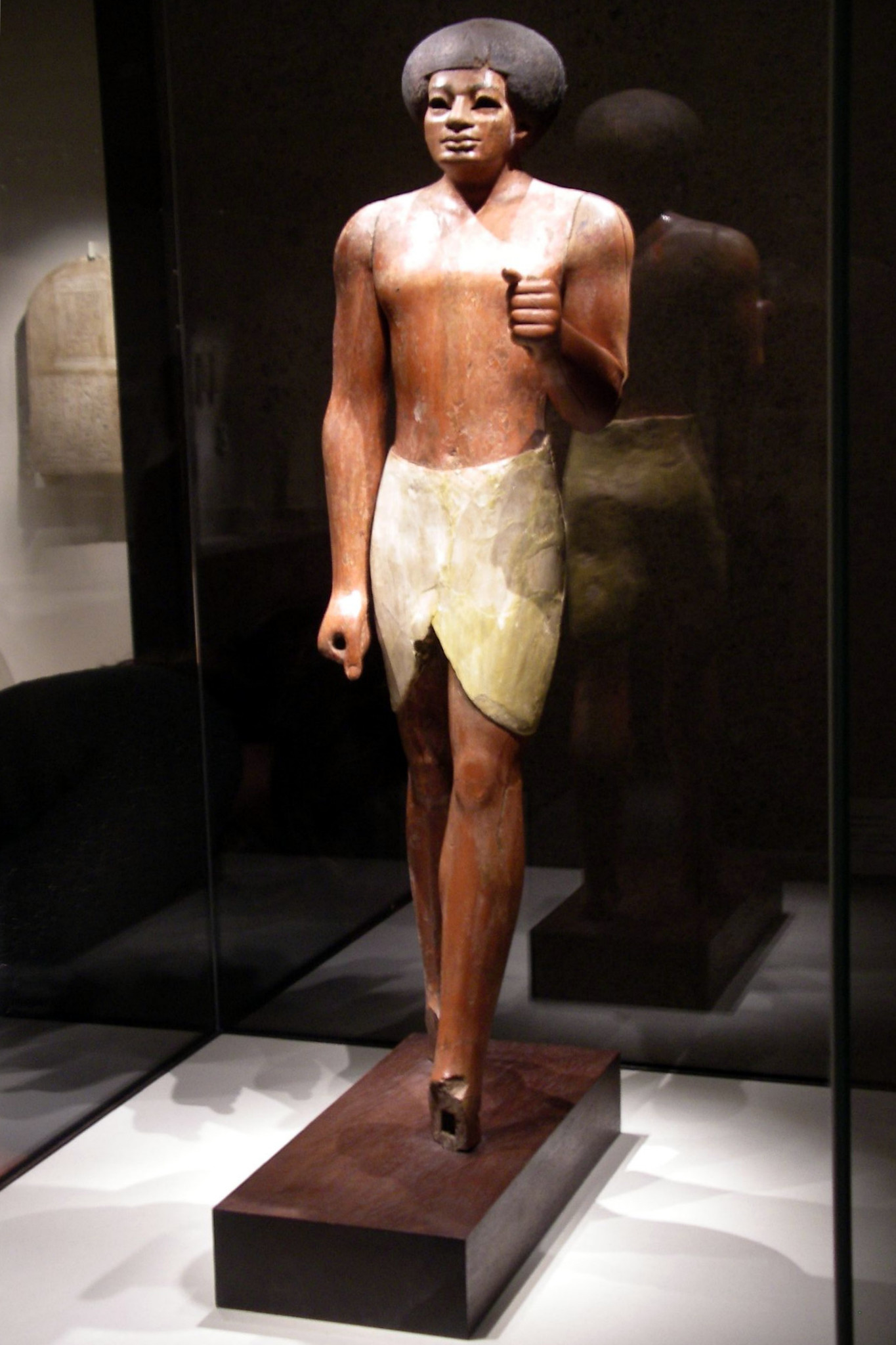
Statua funeraria, XI dinastia

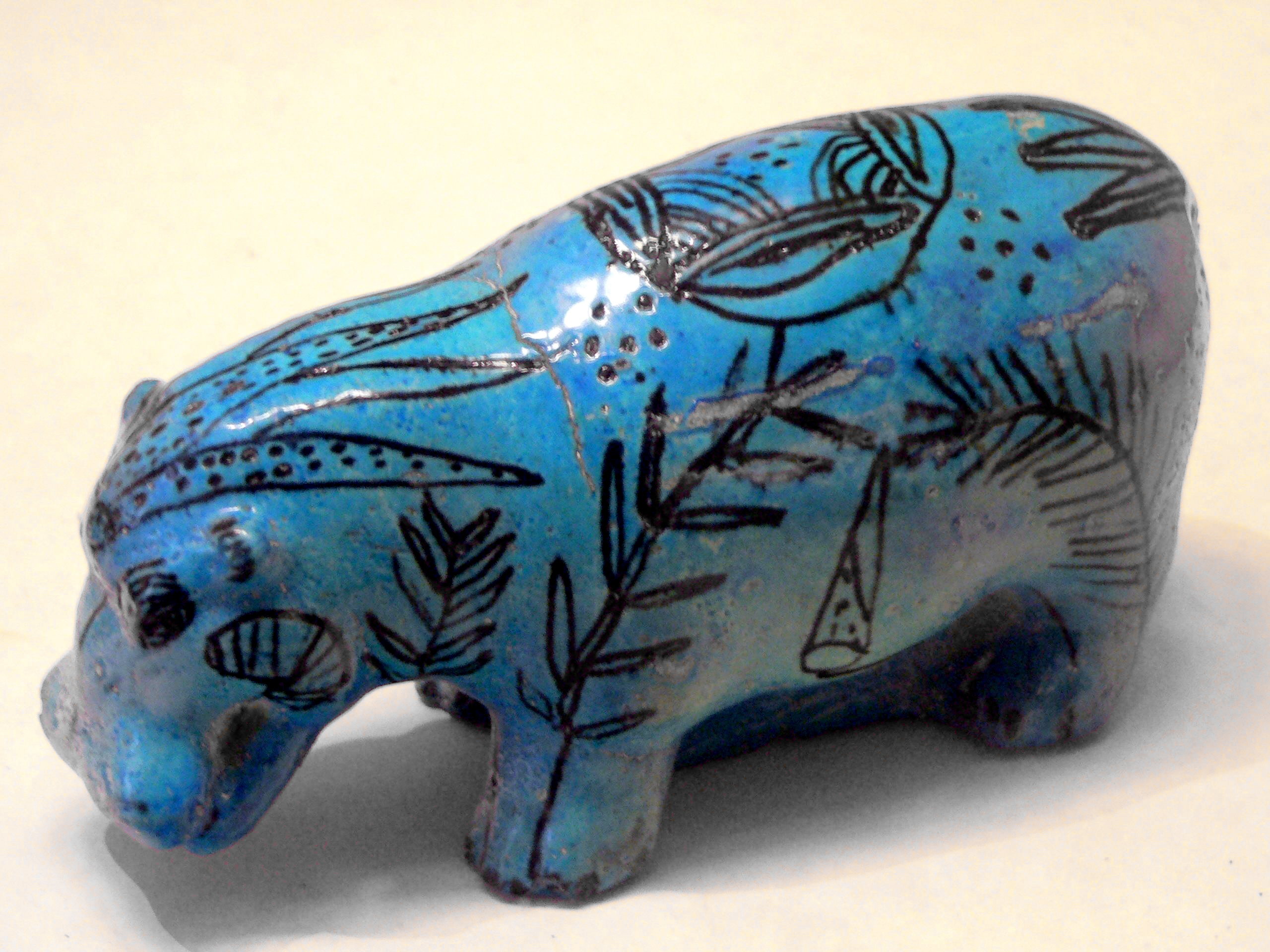
Ippopotamo in faience egizia, Parigi, Museo del Louvre

Il corredo funerario di questo periodo presenta un notevole incremento di oggetti realizzati in un materiale siliceo di colore blu turchese: la faience.
In questa tipologia di oggetti fanno parte anche gli ushabti, ovvero piccole statuine con sembianze mummiformi, che fungevano da servitori e da operai nei lavori manuali al posto del defunto nell'aldilà. In alcune deposizioni si riscontrano ushabti realizzati anche in pietra o legno.

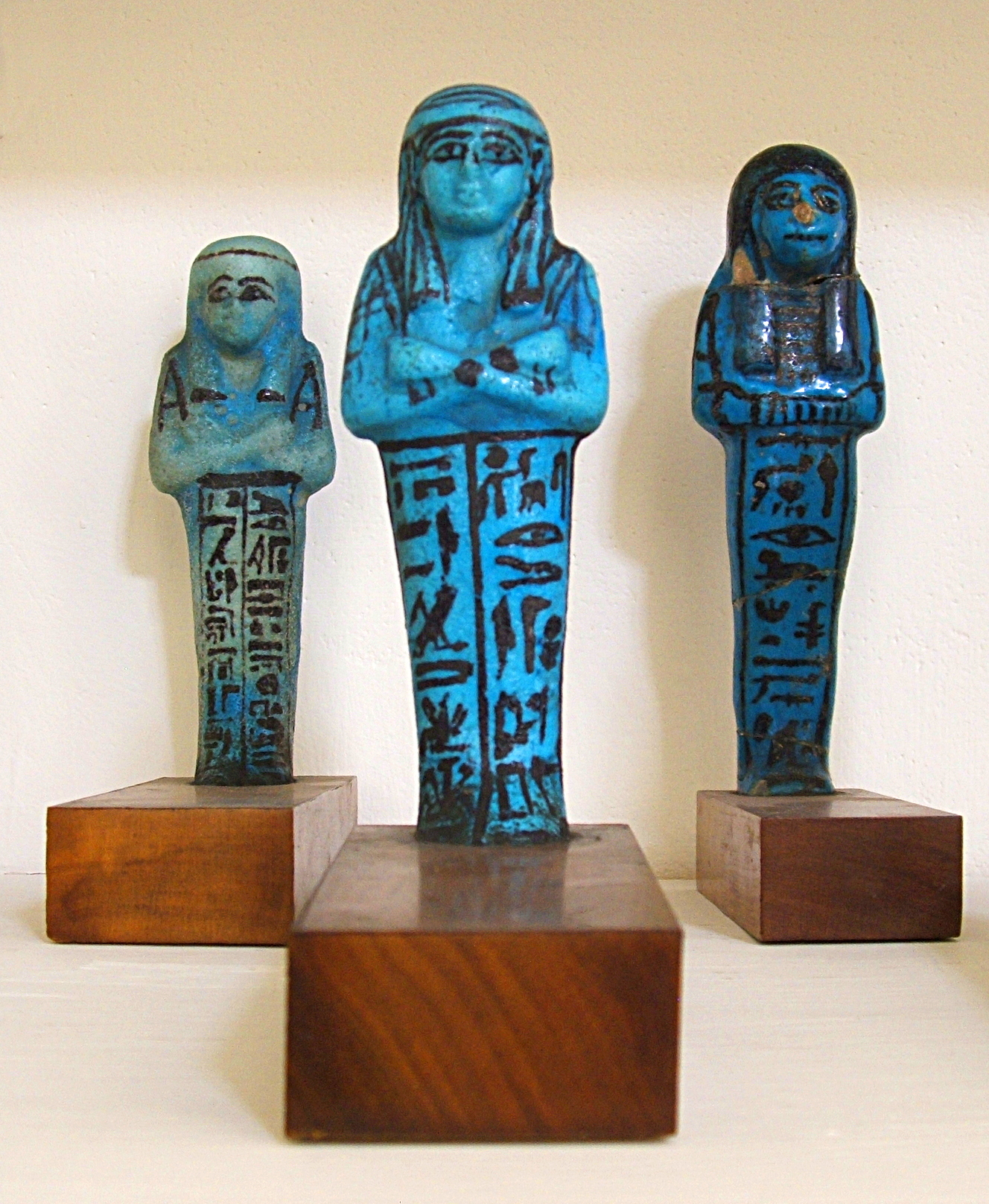
Ushabti in faience egizia
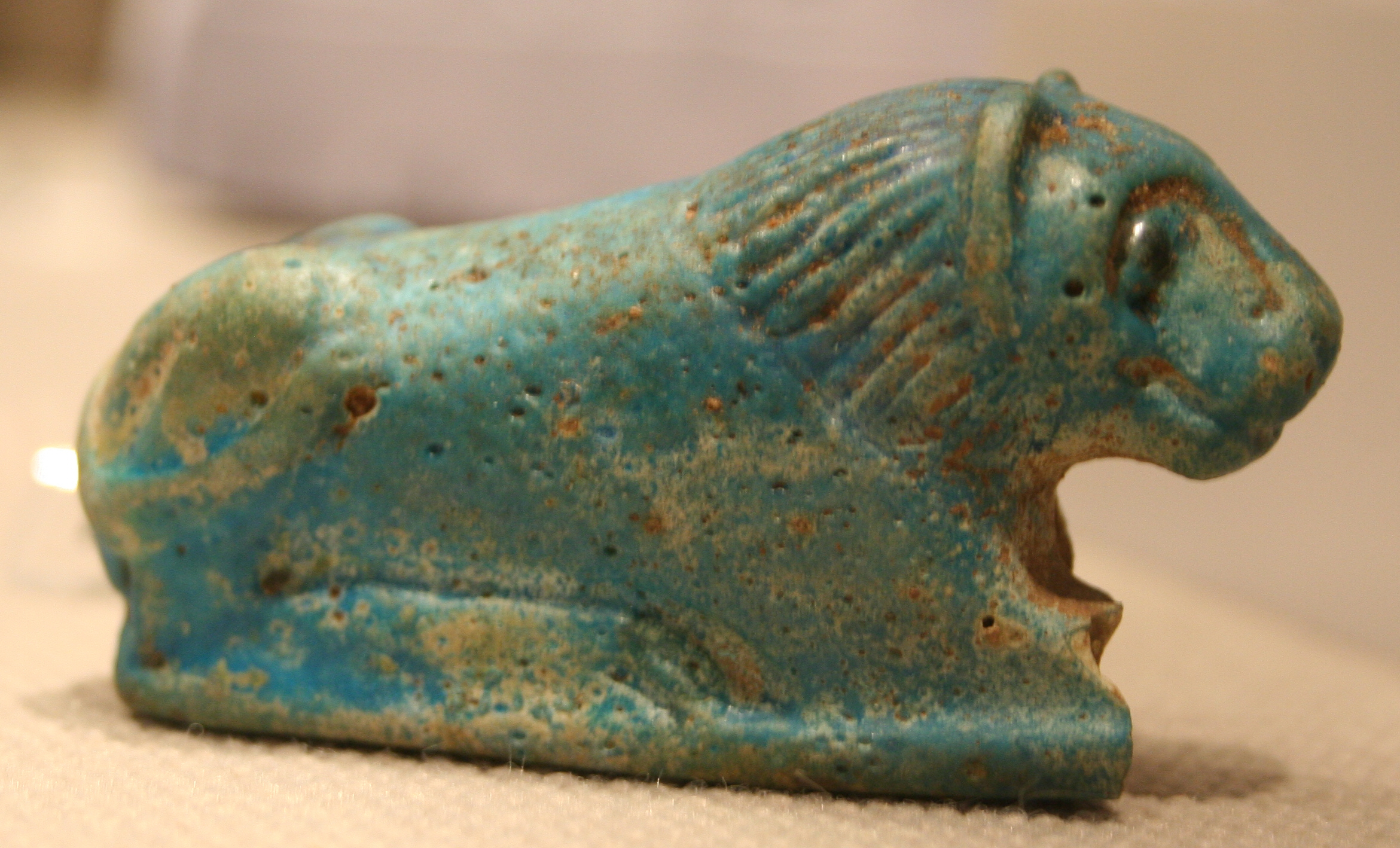
Leone in faience, Ägyptisches Museum Leipzig
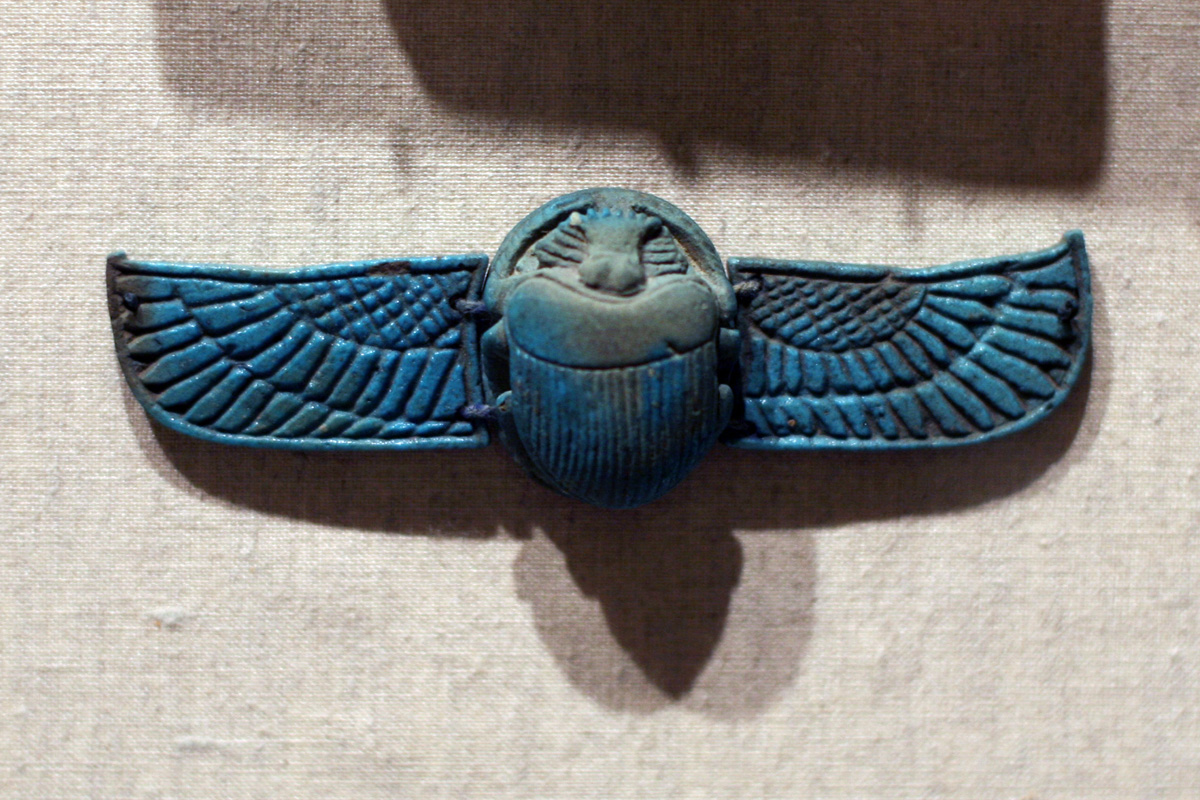
Scarabeo pettorale
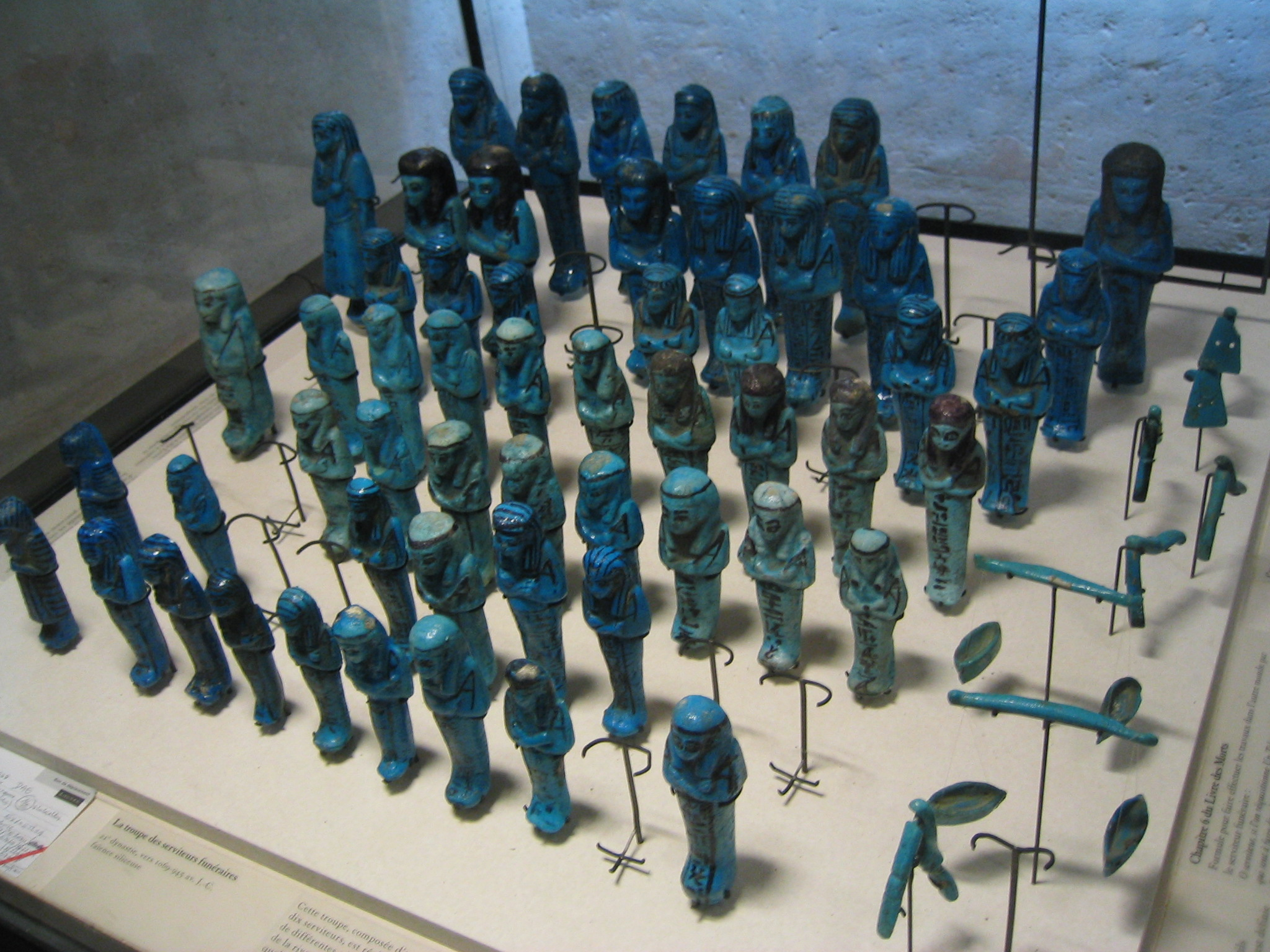
Corredo funebre in faience, Torino, Museo Egizio

Il Medio Regno vede l'affermarsi del sarcofago ligneo rispetto al modello lapideo. Spesso il legno è rivestito interamente da uno strato d'intonaco dipinto, sia internamente che esternamente.
In esterno si predilige la raffigurazione di immagini architettoniche e geroglifici, comparsa dei Testi dei sarcofagi, mentre l'interno è spesso decorato con raffigurazioni di divinità protettrici dell'anima del defunto e oggetti utili nel mondo dei morti.
All'XI dinastia appartengono alcuni sarcofagi composti di lastre di calcare bianco, decorati con scene di vita quotidiana.
In questo periodo compare il sarcofago antropomorfo interno, decorato con l'immagine di una mummia avvolta in un lenzuolo di lino; questo elemento funebre avrà ampia diffusione nel Nuovo Regno.

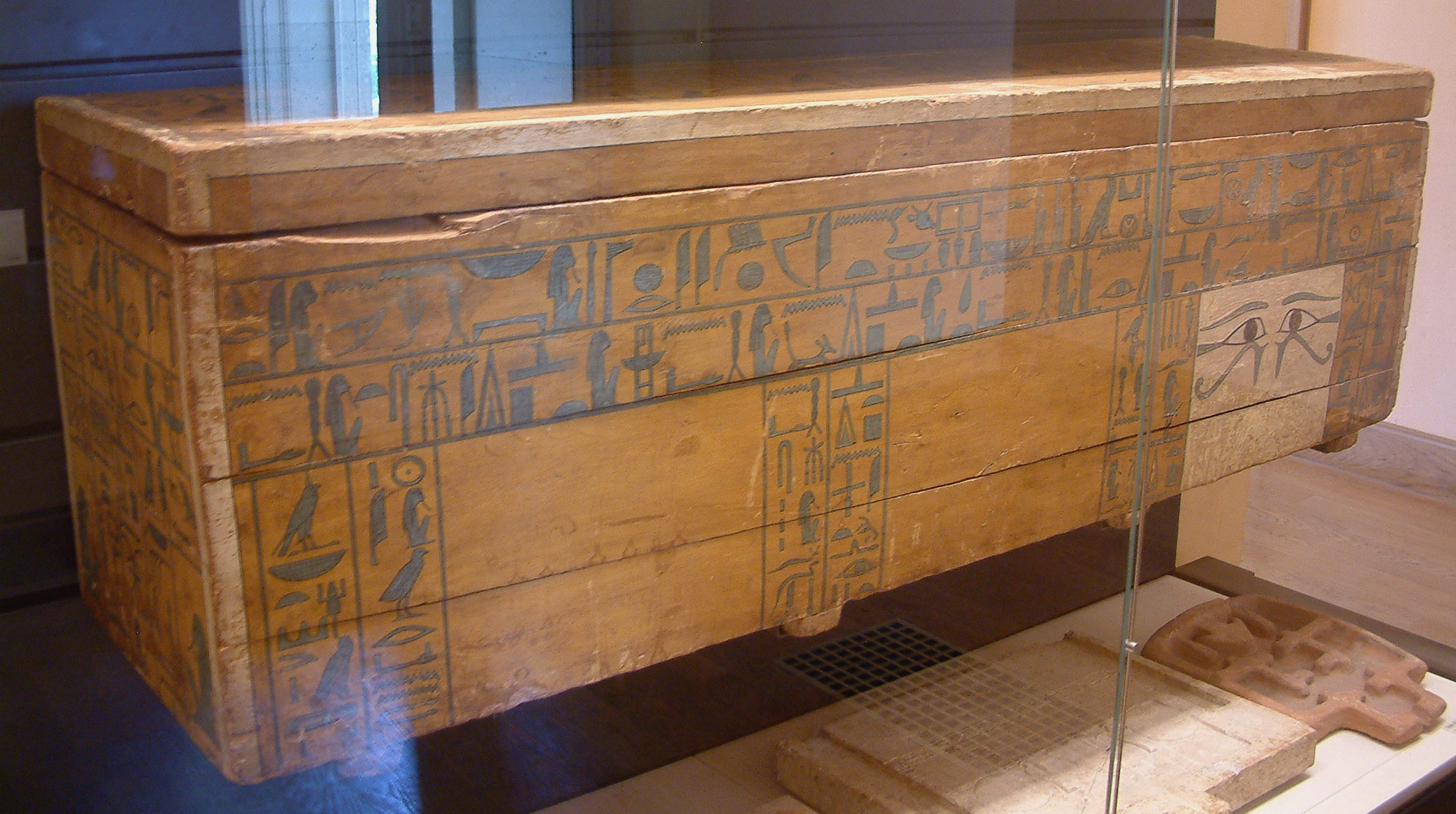
Sarcofago XII dinastia, Parigi, Museo del Louvre
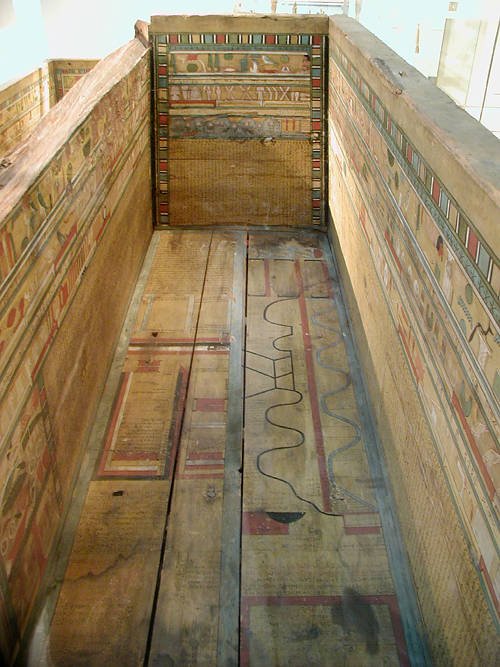
Interno di un sarcofago, XII dinastia
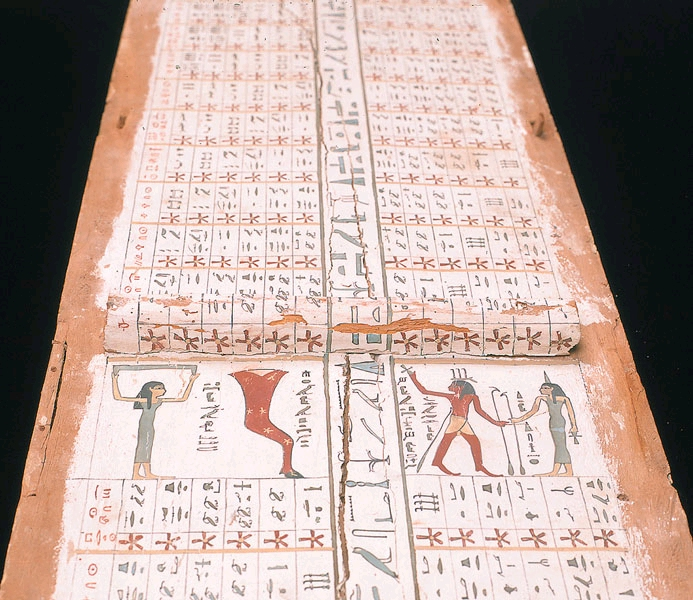
Particolare delle decorazioni di un sarcofago, XII dinastia

## Oreficeria
L'oreficeria assume grande importanza durante il Medio Regno. Di questa arte conosciamo numerosi esemplari, ben conservati, grazie alla scoperta a Dashur, nell'800, di alcune tombe appartenute ad alcune principesse reali tra cui Khnumit e Itit.
Lapislazzuli, corniola e ceramica sono intarsiati in oro con la tecnica cloisonné per creare corone e pettorali.
I corredi di oreficeria meglio conservati e più significativi sono quelli della principessa Mereret, figlia di Sesostri III, e Sit-Hathor Yunet, figlia di Sesostri II.

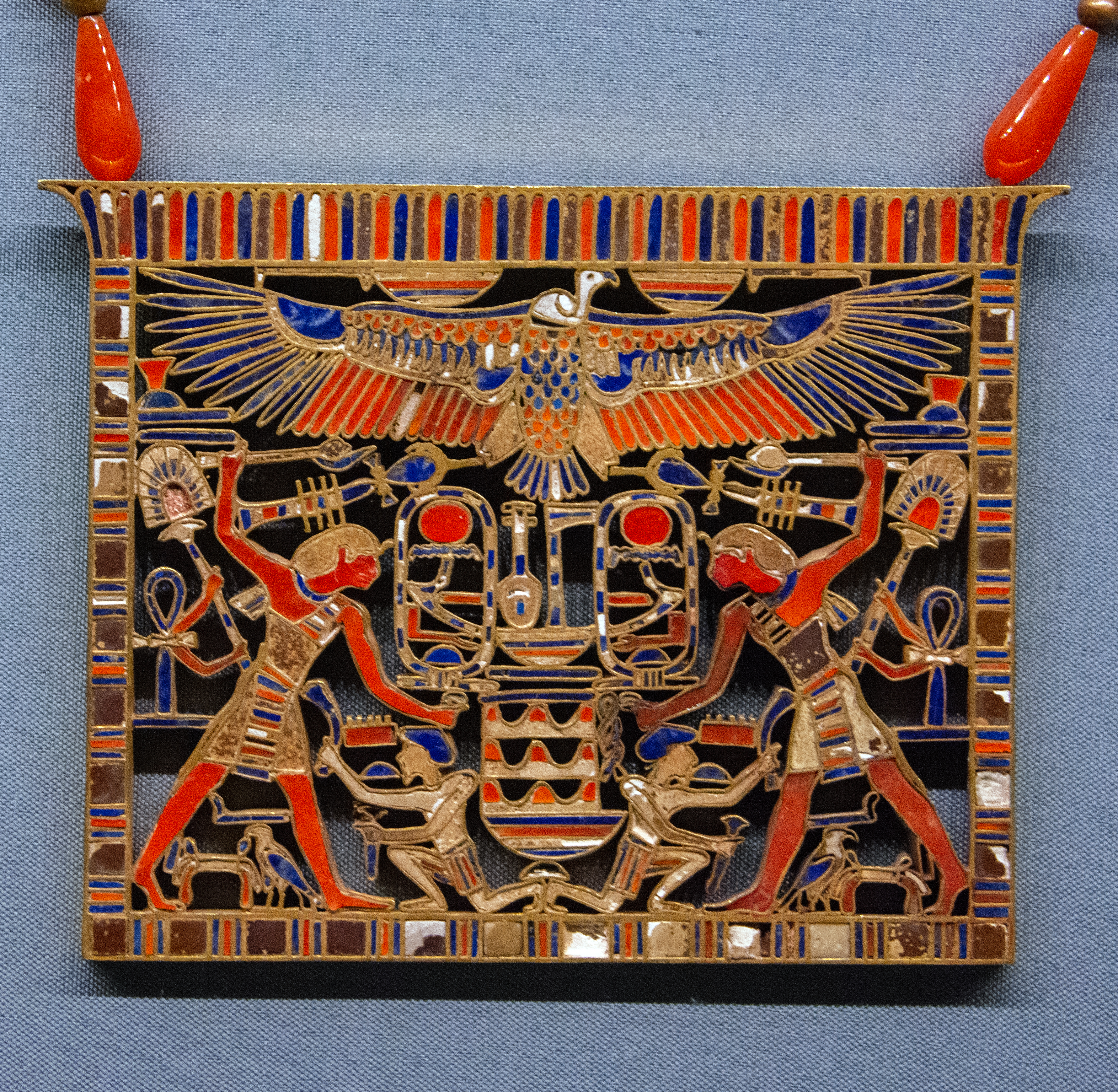
Pettorale della principessa Mereret conservato nel museo del Cairo
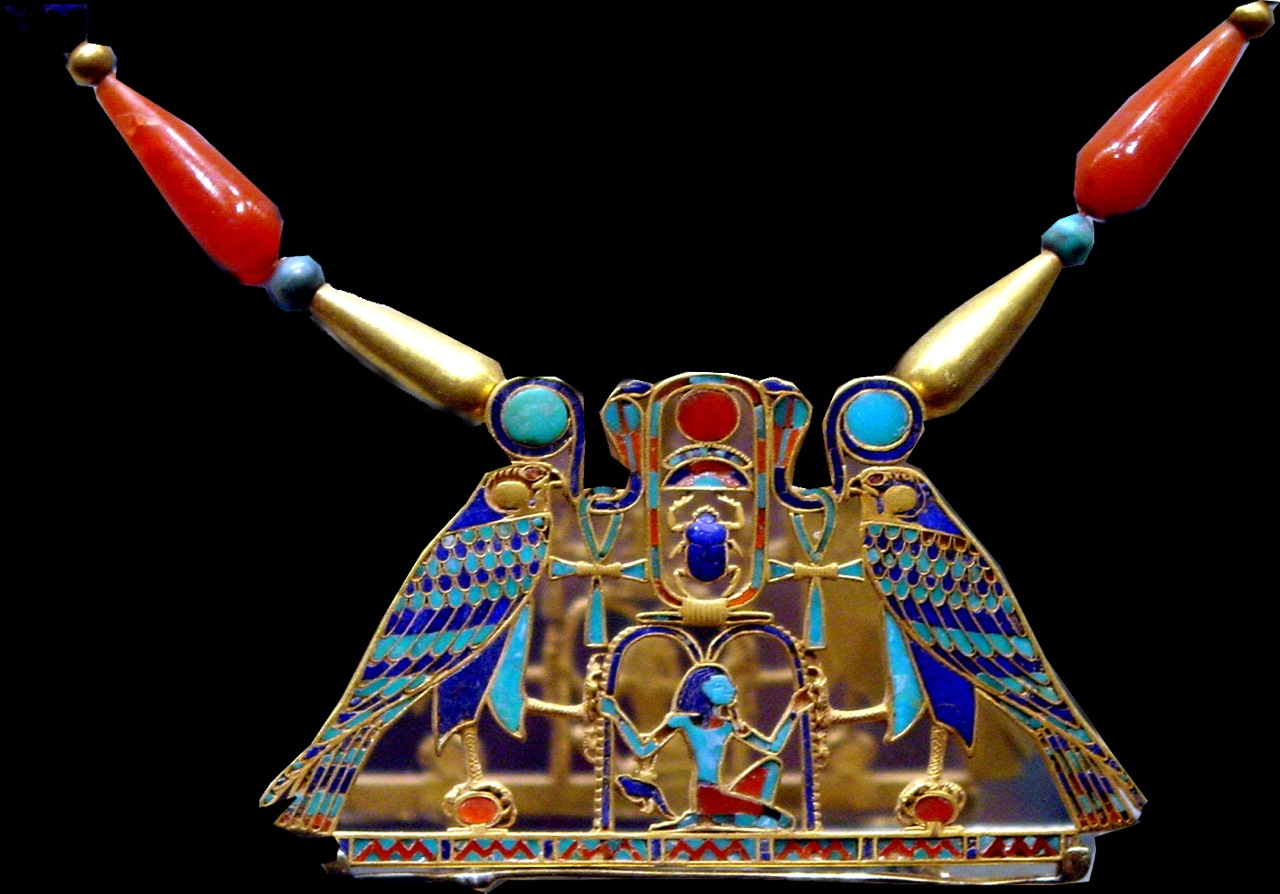
Pettorale della principessa Sithathoriunet
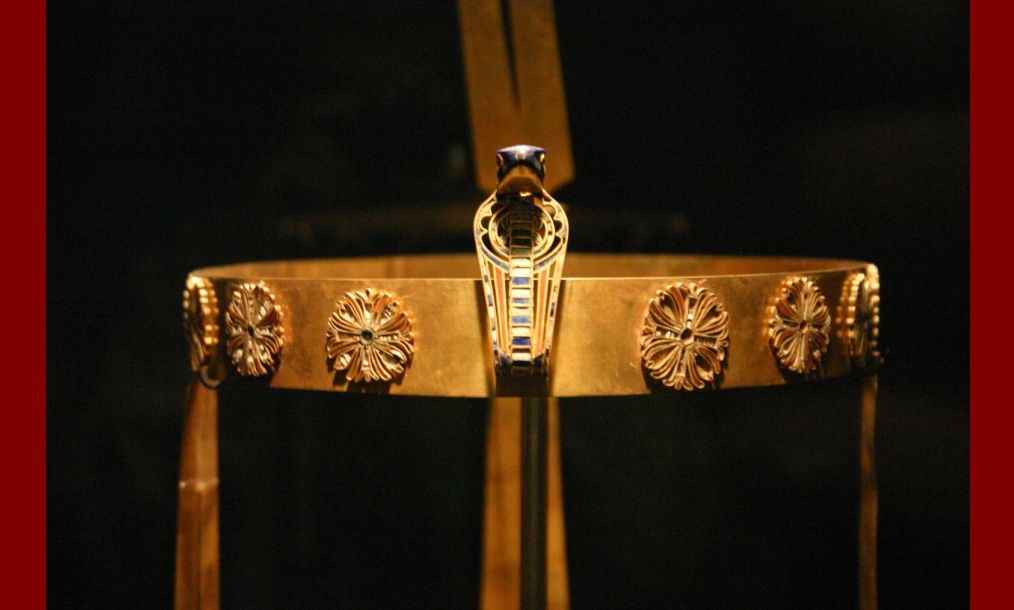
Corona della principessa Sithathoriunet